# Děčín
Děčín (německy Tetschen-Bodenbach, původně Tetschen) je statutární město v okrese Děčín v Ústeckém kraji na soutoku řek Labe a Ploučnice. Zaujímá rozlohu 117,7 km² a žije zde přibližně 46 tisíc obyvatel. Je významným říčním přístavem, důležitou železniční křižovatkou a leží na křižovatce několika významných silničních tahů. Rozkládá se na rozhraní Labských pískovců a Českého středohoří. Řeka Labe, která Děčín rozděluje na dvě poloviny, dodává statutárnímu městu i okolí jedinečný ráz a silně ovlivňuje život jeho obyvatel. Díky své poloze se Děčín řadí mezi nejzelenější města v Česku. Na jeho okraji začíná Labský kaňon, nejmohutnější pískovcový kaňon Evropy.

## Historie
Původní osídlení bylo založeno při tehdejším labském brodu, kterým procházela významná obchodní stezka.

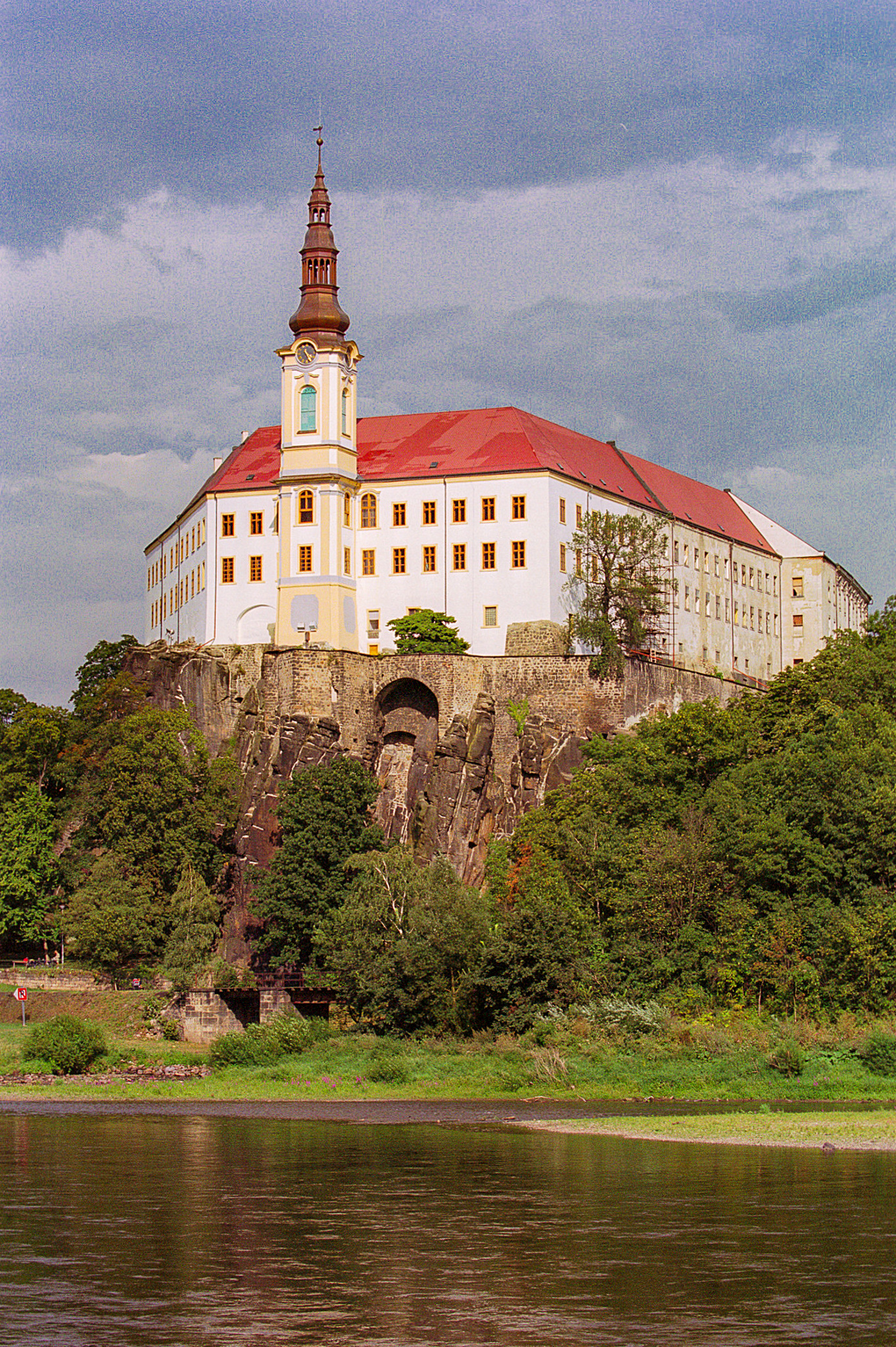
Zámek v Děčíně

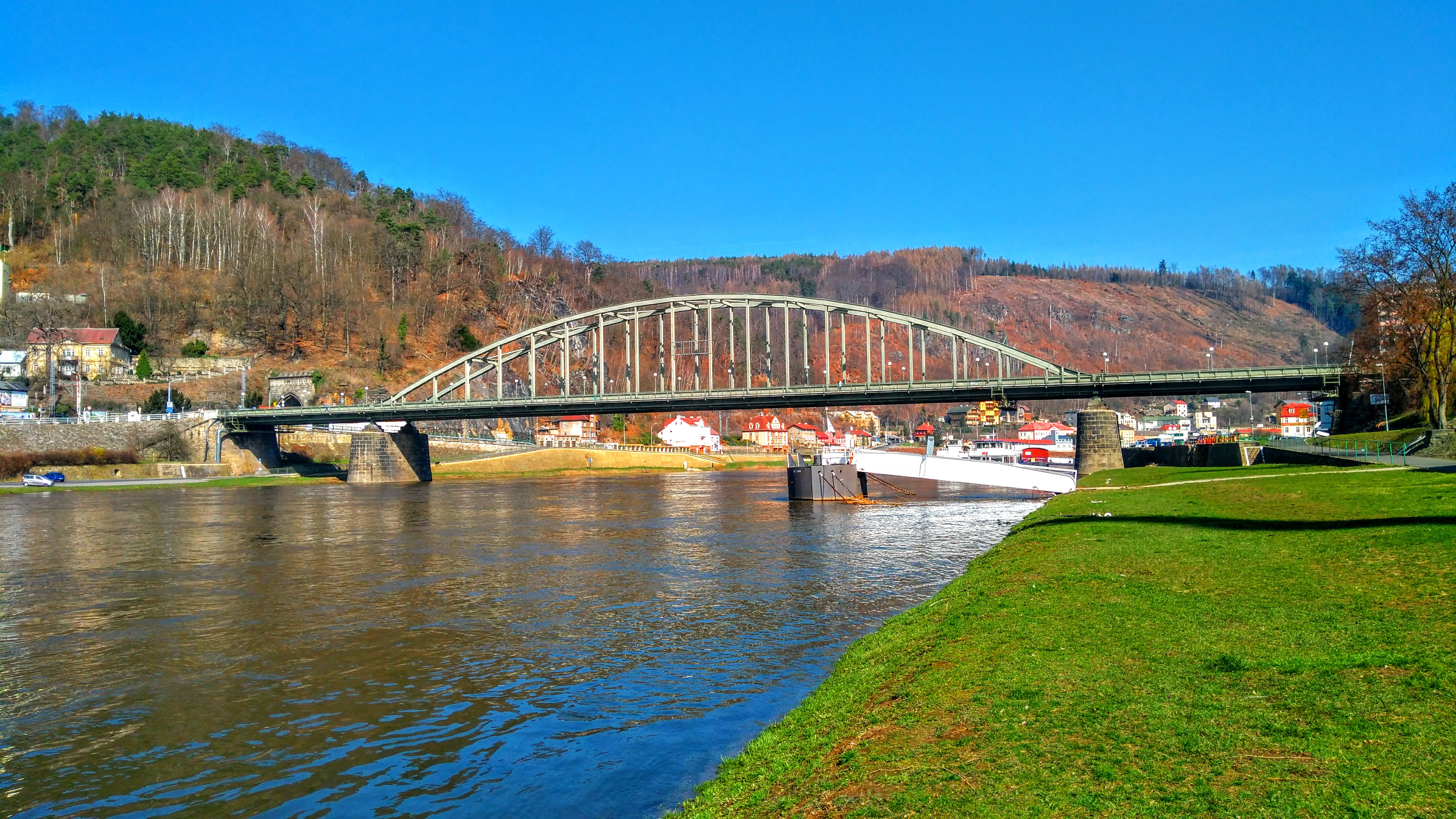
Tyršův most

Na dnešní zámecké skále bylo postupně vybudováno přemyslovské hradiště, které sloužilo jako správní a obranné středisko. Ve 13. století byl na místě hradiště vybudován gotický kamenný hrad, v jehož podhradí nechal král Přemysl Otakar II. založit královské město. První písemná zmínka o Děčíně jakožto městě pochází z roku 1283.
Ve 14. století zasáhlo město několik povodní. Proto bylo jeho centrum přestěhováno o kus výše, přibližně do úrovně dnešního Masarykova náměstí. Tehdy mělo město právo obchodu, říční dopravy a rybolovu.
V období husitské revoluce bylo město postiženo několika požáry. V 16. a 17. století docházelo k častému střídání majitelů děčínského panství – vystřídali se zde tři majitelé, než je získal rod rytířů z Bünau (Bynov). Za jejich vlády nad Děčínem došlo k prudkému rozvoji obchodu a řemeslné výroby. Město provozovalo cihelny, vápenku a kamenolomy. Vlastnilo také přístaviště, loděnice a přívozy, které znamenaly významný zdroj příjmů. V majetku rodu rytířů z Bünau město zůstalo až do třicetileté války.

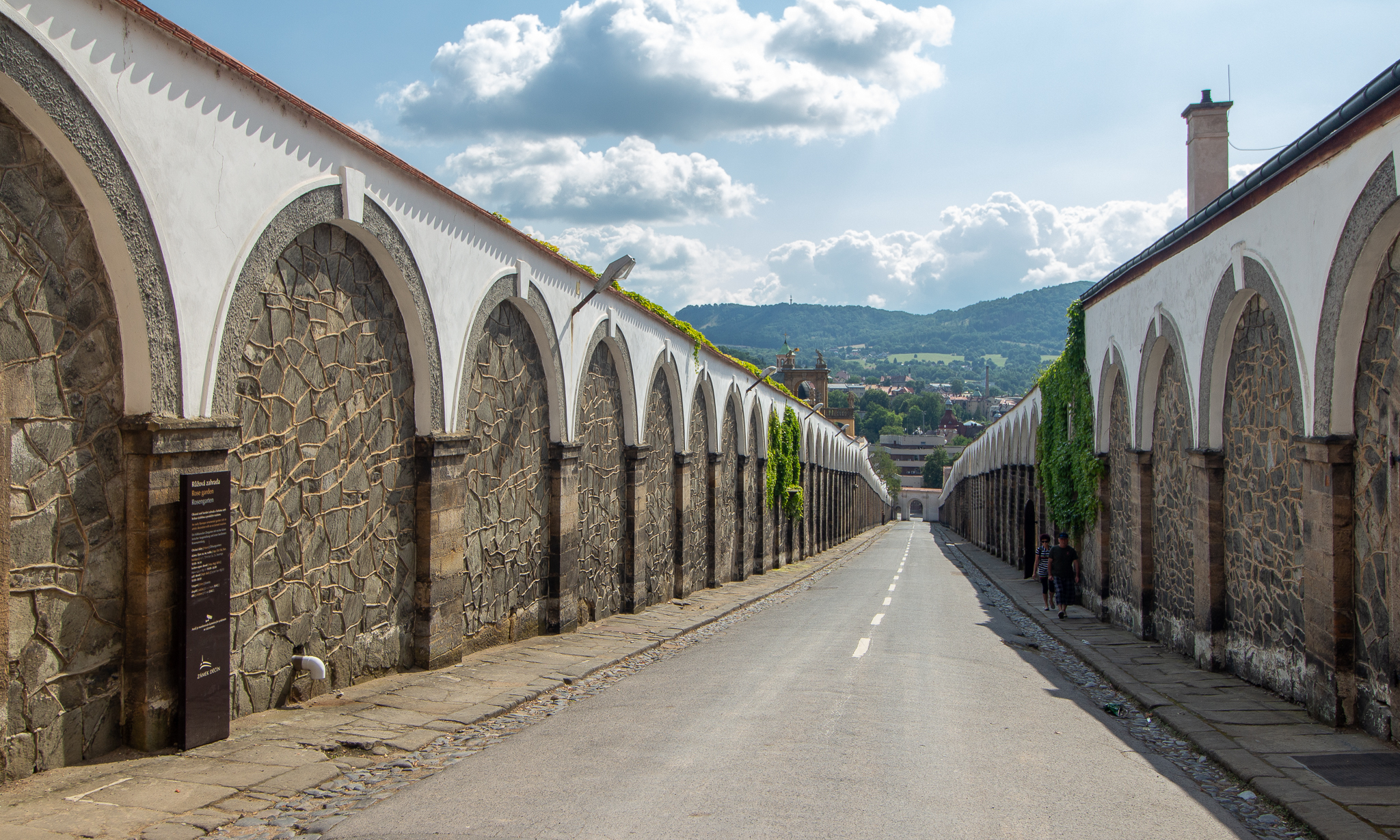
Dlouhá jízda – přístupová ulice k zámku, vytesaná ve skále

V roce 1628 bylo panství prodáno Thun-Hohensteinům. Po třicetileté válce význam Děčína opět poklesl. V tom období zahájili Thunové významnou přestavbu městského hradu na barokní zámek, obklopený zahradami. Další rozvoj přineslo Děčínu až 18. století, kdy došlo ke zrušení pevnostního statusu města. Thunové opět přestavěli zámek do dnešní klasicistní podoby.
Velkým stimulem pro další bouřlivý rozvoj města bylo zprovoznění železniční tratě Praha–Drážďany, 8. dubna 1851. Hlavní trať procházející po levém břehu Labe zahájila přeměnu Děčína v průmyslové město. Rozvíjet se začala zejména dosud malá vesnice Podmokly, kterou trať procházela. V roce 1874 se z Děčína stal železniční uzel. Dostavěny byly také tratě z Teplic, České Kamenice a Ústí nad Labem (po pravém břehu řeky). Vystavěn byl železniční most přes Labe. Společně se železnicí se rozvíjela také labská paroplavba. V Podmoklech rostly průmyslové podniky společně s bouřlivou bytovou výstavbou. Podmokly byly v roce 1901 povýšeny na město a v roce 1914 měly již okolo 20 tisíc obyvatel.
Po první světové válce za hyperinflace v německých zemích (1922–1923) byly v jednotlivých městech vydávány platební poukázky, určené k ocenění při výměnném obchodu (barter). V Podmoklech – Děčíně (německy Bodenbach – Tetschen) se vydávaly poukázky v hodnotě 5 a 10 Kronen.
V roce 1933 zde byl vybudována budova pro noviciát Tovaryšstva Ježíšova (Kaštanová ulice č.p. 301). Již od roku 1935 je však budova používána pro jiné účely.
V letech 1938 až 1945 byl Děčín v důsledku uzavření Mnichovské dohody přičleněn k nacistickému Německu.

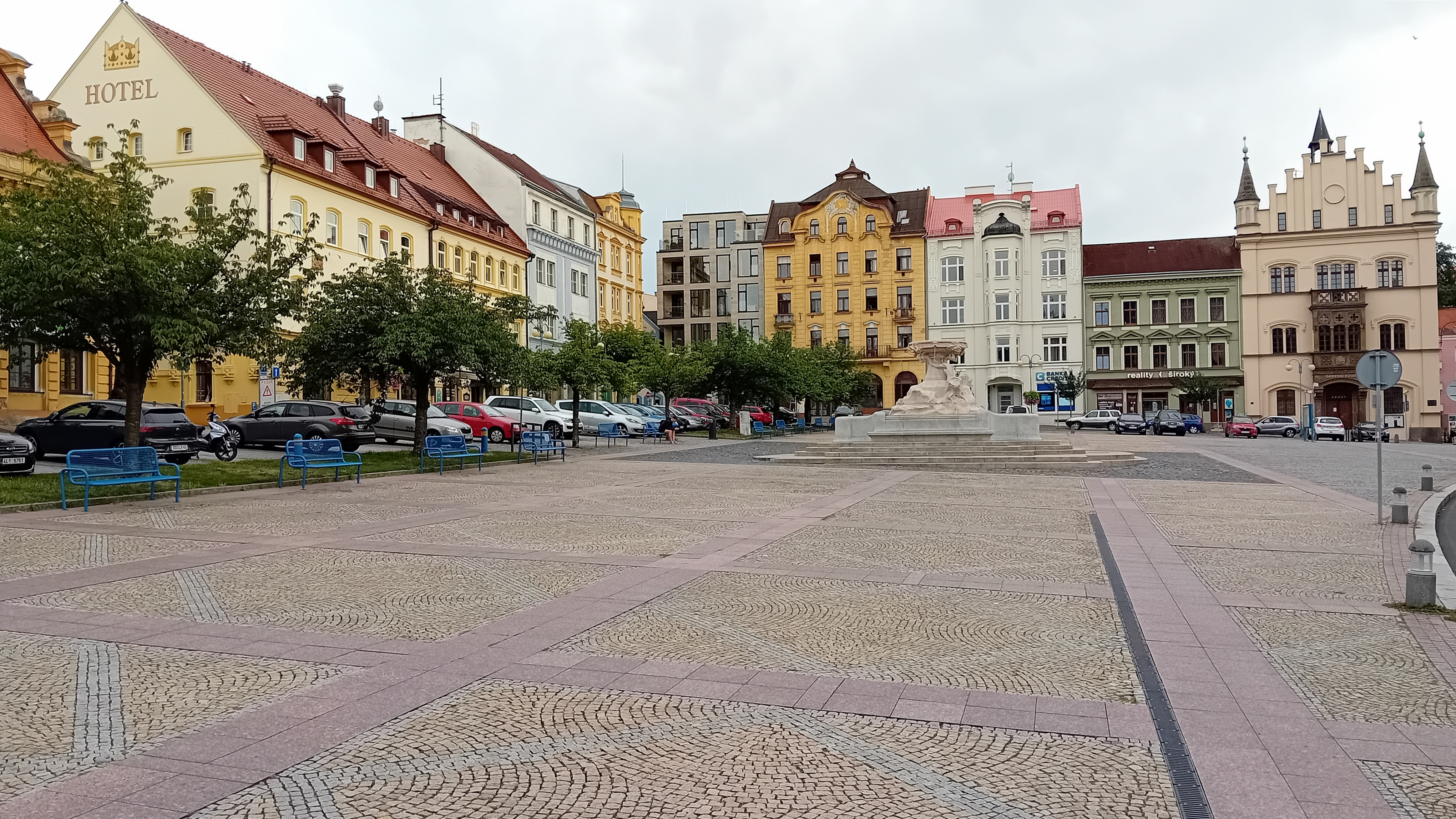
Masarykovo náměstí

Ve válečném roce 1942 bylo dvojměstí Děčín a Podmokly, společně s obcí Staré Město sloučeny do jednoho města se společným názvem Děčín. Tento stav byl potvrzen i po válce v roce 1945, kdy byly k již vzniklému celku ještě přičleněny další obce (Rozbělesy, Chrochvice, Želenice, Vilsnice, Bynov, Bělá, Boletice nad Labem, Nebočady, Březiny).

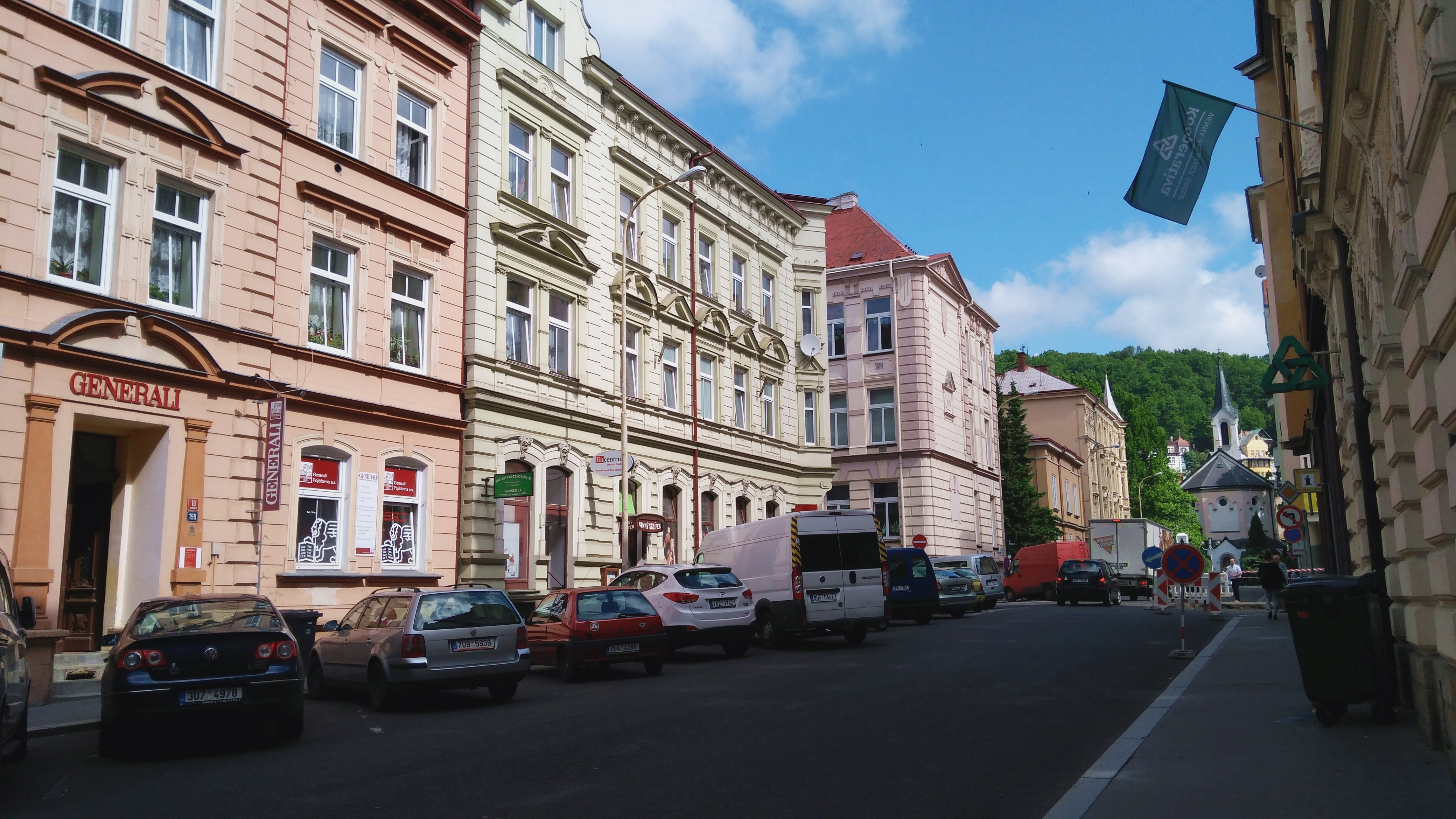
Bezručova ulice v Podmoklech

V éře komunismu dále pokračovala výstavba města. Dále se rozvíjel průmysl a vlivem bytové výstavby docházelo také k dalšímu nárůstu počtu obyvatel. Od roku 1960 je Děčín centrem velmi lidnatého okresu Děčín o rozloze 909 km² a čítajícího 130 tisíc obyvatel. Velká panelová sídliště vznikala v 60.–80. letech 20. století zejména ve Starém městě, v Boleticích nad Labem, v Želenicích, v Bynově, v Březinách a v Novém městě. Touto zástavbou bylo ale velmi postiženo zejména historické jádro starého Děčína. V této době byl opět posílen význam labské plavby výstavbou moderního přístavu a překladiště v Loubí, čímž se Děčín stal nejvýznamnějším českým přístavem. Od roku 1980 jsou k Děčínu připojeny další okolní obce, např. Dolní Žleb nebo Lesná.

## Přírodní poměry

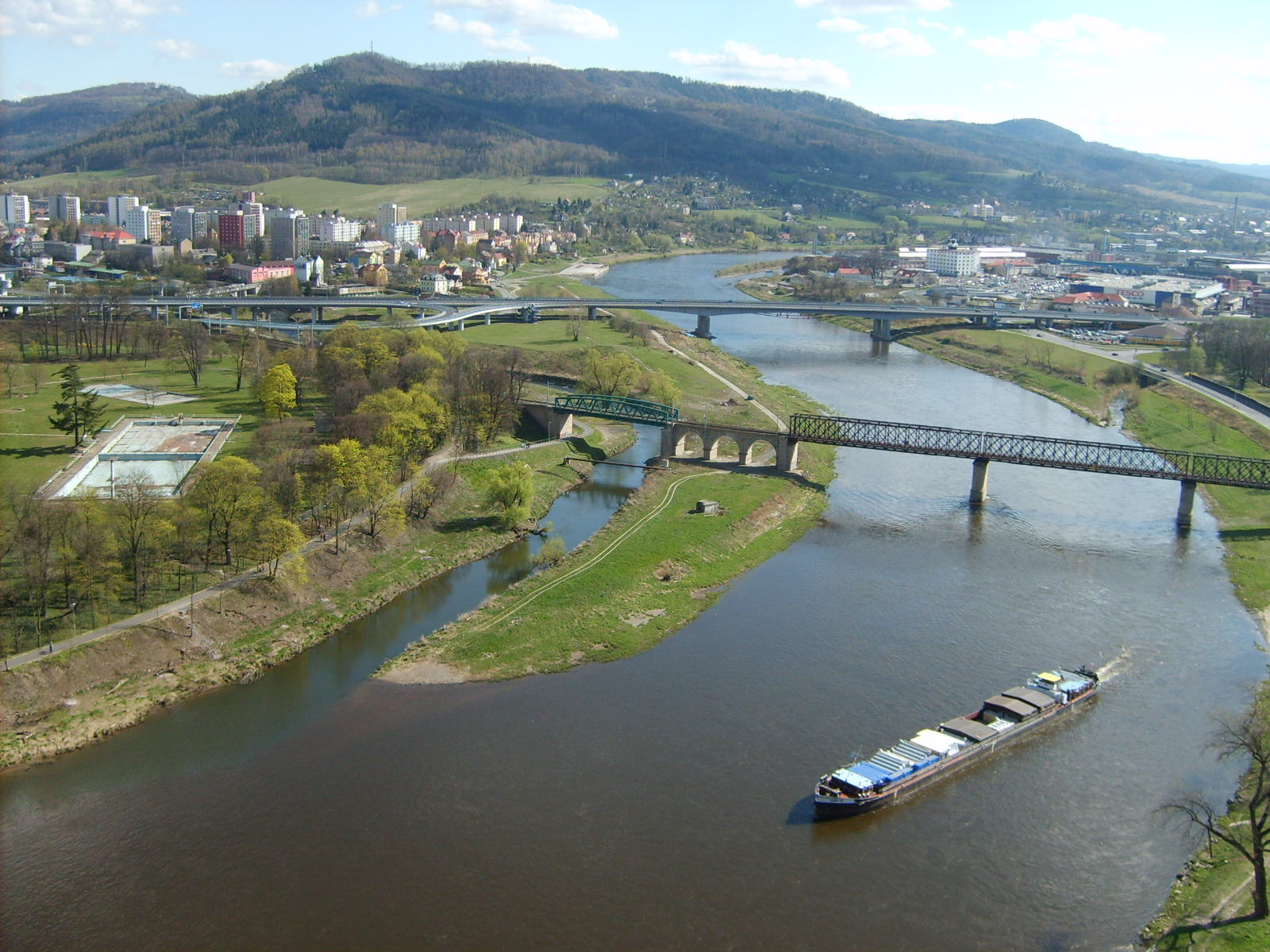
Soutok Labe a Ploučnice

Děčín je nejníže položené statutární město v Česku. Jeho centrum má nadmořskou výšku 135 metrů. Leží na soutoku Labe, Ploučnice (pravý přítok) a Jílovského potoka (levý přítok). Území Děčína je velmi rozlehlé a členité, rozkládá se na rozhraní 3 větších horských celků: Děčínských stěn, Labských pískovců a Českého středohoří.
Centrum Děčína je vzdáleno asi 25 km severně od Ústí nad Labem, 31 km severozápadně od České Lípy, 35 km severovýchodně od Teplic a 14 km jižně od hranice s Německem (hraniční přechod Hřensko–Schmilka). 
V okolí statutárního města se nachází oblast akumulace artéských termálních vod podmíněná tepelnou anomálií hlubokých zlomů. Teplá voda byla poprvé zjištěna v roce 1912 vrtem hlubokým 189 metrů. Zdroj vody se v té době nacházel v hloubce asi 182 metrů, ve které vrt pronikl slínovcovým artéským stropem. Voda tehdy měla teplotu 25 °C a vydatnost zdroje se pohybovala okolo padesáti litrů za sekundu. Ve stejné době byl vyvrtán vrt ve Vilsnici a v roce 1913 vrt pro státní dráhy s hloubkou 230,1 metru. Další vrty byly později vyhloubeny v labské nivě pro potřeby národního podniku Kovohutě. Od roku 1977 fungoval 563,2 metru hluboký vrt pro zásobování děčínského koupaliště s teplotou vody asi 32 °C.

### Podnebí
Statutární město leží na severu Česka a díky své nadmořské výšce je nejníže položeným městem v zemi. Má relativně oceánický charakter klimatu, který se projevuje ve výskytu řady atlantických a subatlantických meteorologických jevů. Během podzimu jsou k ránu velmi časté husté mlhy, což je dáno hlubokým údolím a velkou vodní plochou (řeka Labe). Průměrný roční úhrn srážek činí 537,8 mm, nejdeštivějším měsícem je květen a nejméně deštivý je únor. Nejvíce srážek spadne v srpnu a nejméně v únoru. Množství sněhových srážek kolísá v důsledku střídání teplých a studených zim, v průměru se jedná o cca 30 cm. Celková průměrná teplota činí 10,1 °C.

| Děčín – podnebí | Děčín – podnebí | Děčín – podnebí | Děčín – podnebí | Děčín – podnebí | Děčín – podnebí | Děčín – podnebí | Děčín – podnebí | Děčín – podnebí | Děčín – podnebí | Děčín – podnebí | Děčín – podnebí | Děčín – podnebí | Děčín – podnebí |
| Období | leden           | únor            | březen          | duben           | květen          | červen          | červenec        | srpen           | září            | říjen           | listopad        | prosinec        | rok             |
| --- | --------------- | --------------- | --------------- | --------------- | --------------- | --------------- | --------------- | --------------- | --------------- | --------------- | --------------- | --------------- | --------------- |
| Nejvyšší teplota [°C] | 16              | 19              | 24              | 33              | 32              | 40              | 40              | 40              | 34              | 26              | 18              | 15              | 40              |
| Průměrná teplota [°C] | 0,6             | 1,7             | 5,4             | 10,4            | 14,8            | 18              | 19,9            | 19              | 14,6            | 9,8             | 5,5             | 1,9             | 10,1            |
| Nejnižší teplota [°C] | −19             | −16             | −11             | −4              | −2              | 5               | 0               | 6               | 1               | −3              | −10             | −14             | −19             |
| Průměrné srážky [mm] | 48,2            | 21,2            | 22,2            | 22,9            | 47,8            | 55,1            | 75,2            | 76,9            | 46,4            | 38,2            | 32,2            | 51,5            | 537,8           |
| Maximální srážky [mm] | 126,5           | 37,8            | 34,1            | 39,5            | 86,5            | 98,5            | 152,2           | 251,7           | 151,3           | 46              | 76,5            | 166,3           | 1 266,9         |
| Sněžení [cm] | 10,6            | 7,9             | 3,2             | 0,3             | 0               | 0               | 0               | 0               | 0               | 0               | 2,1             | 7,6             | 31,7            |
| Dní s deštěm | 7               | 6               | 8,1             | 8,1             | 10,7            | 9,6             | 10,3            | 9,2             | 9,3             | 9,8             | 10,2            | 8,5             | 106,8           |
| Zdroj: http://www.pocasi-decin.cz/index.php Data jsou poskytnuta amatérskou meteorologickou stanicí. Data jsou z roků 1993, 1994 a 2000-2017 (srážky od roku 2010). |                 |                 |                 |                 |                 |                 |                 |                 |                 |                 |                 |                 |                 |

## Obyvatelstvo

### Vývoj počtu obyvatel statutárního města

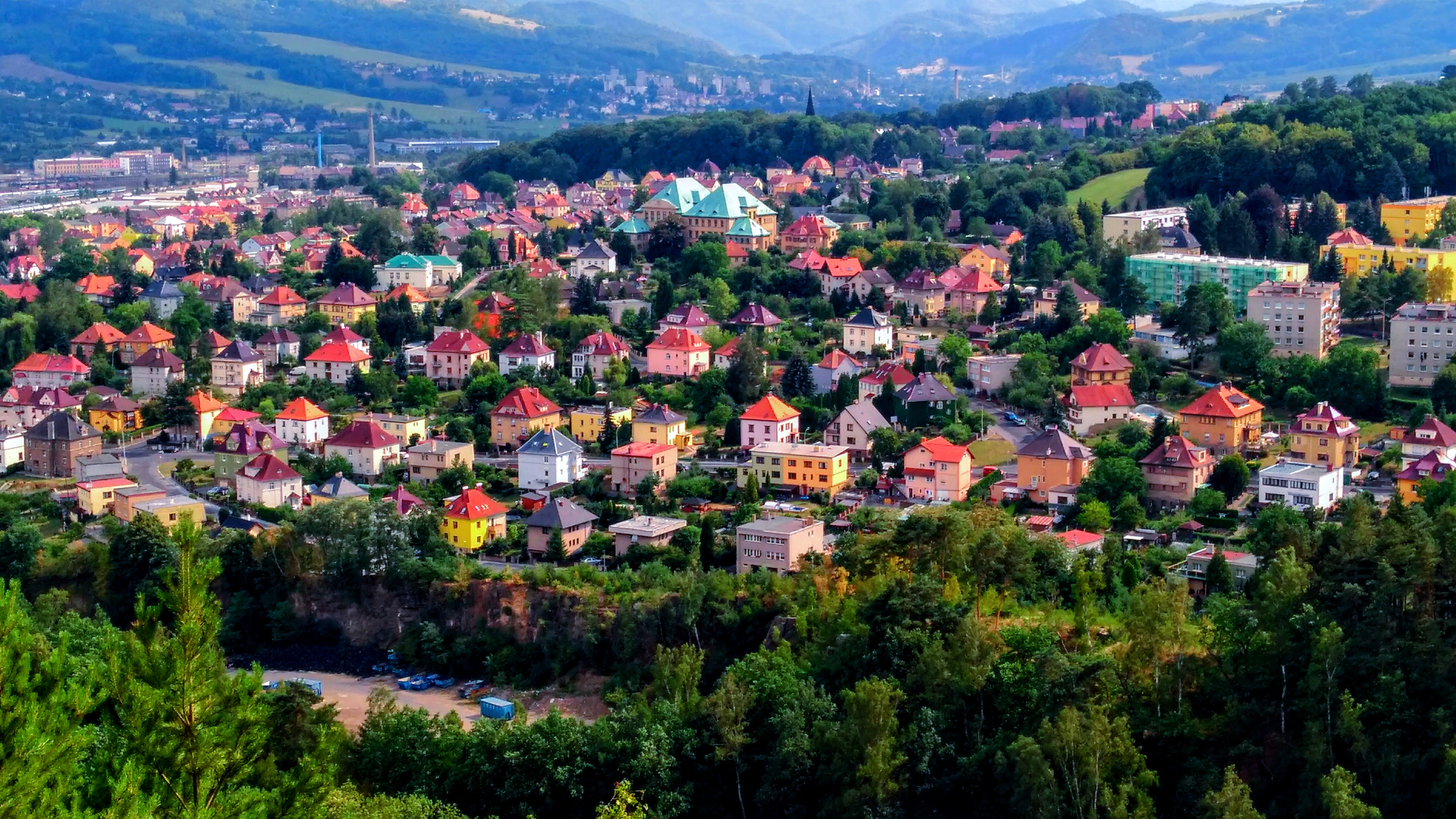
Čtvrť Letná

Podle sčítání 1921 zde žilo v 789 domech 11 051 obyvatel, z nichž bylo 5628 žen. 1152 obyvatel se hlásilo k československé národnosti, 9104 k německé a 20 k židovské. Žilo zde 9680 římských katolíků, 897 evangelíků, 25 příslušníků Církve československé a 158 židů. Podle sčítání 1930 zde žilo v 999 domech 12 535 obyvatel. 2 101 obyvatel se hlásilo k československé národnosti a 9 736 k německé. Žilo zde 10 110 římských katolíků, 949 evangelíků, 181 příslušníků Církve československé a 161 židů.
| Rok            | 1869   | 1880   | 1890   | 1900   | 1910   | 1921   | 1930   | 1950   | 1961   | 1970   | 1980   | 1991   | 2001   | 2011   | 2021   |
| -------------- | ------ | ------ | ------ | ------ | ------ | ------ | ------ | ------ | ------ | ------ | ------ | ------ | ------ | ------ | ------ |
| Počet obyvatel | 17 492 | 22 846 | 28 298 | 37 617 | 48 148 | 50 010 | 55 925 | 42 563 | 46 339 | 50 301 | 53 207 | 53 899 | 52 506 | 49 106 | 46 337 |
| Počet domů     | 2 095  | 2 476  | 2 736  | 3 326  | 3 996  | 4 325  | 5 318  | 5 823  | 4 943  | 5 061  | 5 134  | 5 568  | 5 691  | 6 397  | 6 440  |

| Rok            | 1869  | 1880  | 1890  | 1900  | 1910   | 1921   | 1930   | 1950   | 1961  | 1970  | 1980  | 1991  | 2001  | 2011  | 2021  |
| -------------- | ----- | ----- | ----- | ----- | ------ | ------ | ------ | ------ | ----- | ----- | ----- | ----- | ----- | ----- | ----- |
| Počet obyvatel | 3 580 | 5 330 | 6 849 | 8 963 | 10 376 | 11 051 | 12 535 | 10 586 | 6 940 | 7 075 | 7 293 | 5 940 | 5 510 | 4 959 | 4 723 |
| Počet domů     | 359   | 444   | 514   | 663   | 730    | 789    | 999    | 1 100  | 3 737 | 342   | 355   | 363   | 333   | 367   | 357   |

### Národnostní složení
(Český statistický úřad, 2001)
- 94,1 % Češi
- 1,7 % Slováci
- 0,9 % Vietnamci
- 0,5 % Němci
- 0,4 % Romové

### Náboženské vyznání
(Český statistický úřad, 2001)
- 86 % bez vyznání
- 14 % věřících, z toho:
  - Římskokatolická církev 75 %

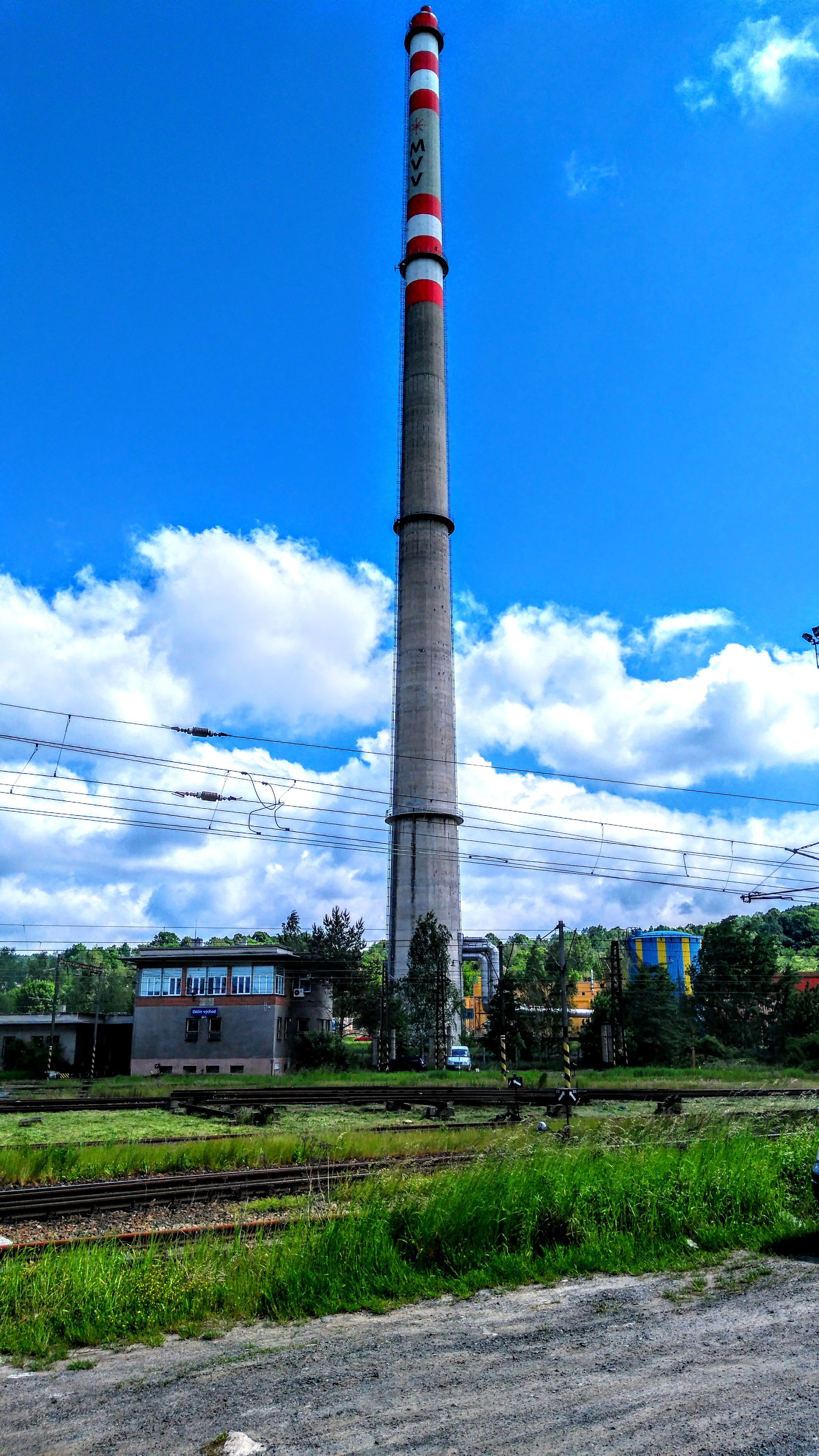
Komín Termo Děčín je s výškou 170,5 m nejvyšší stavbou ve městě

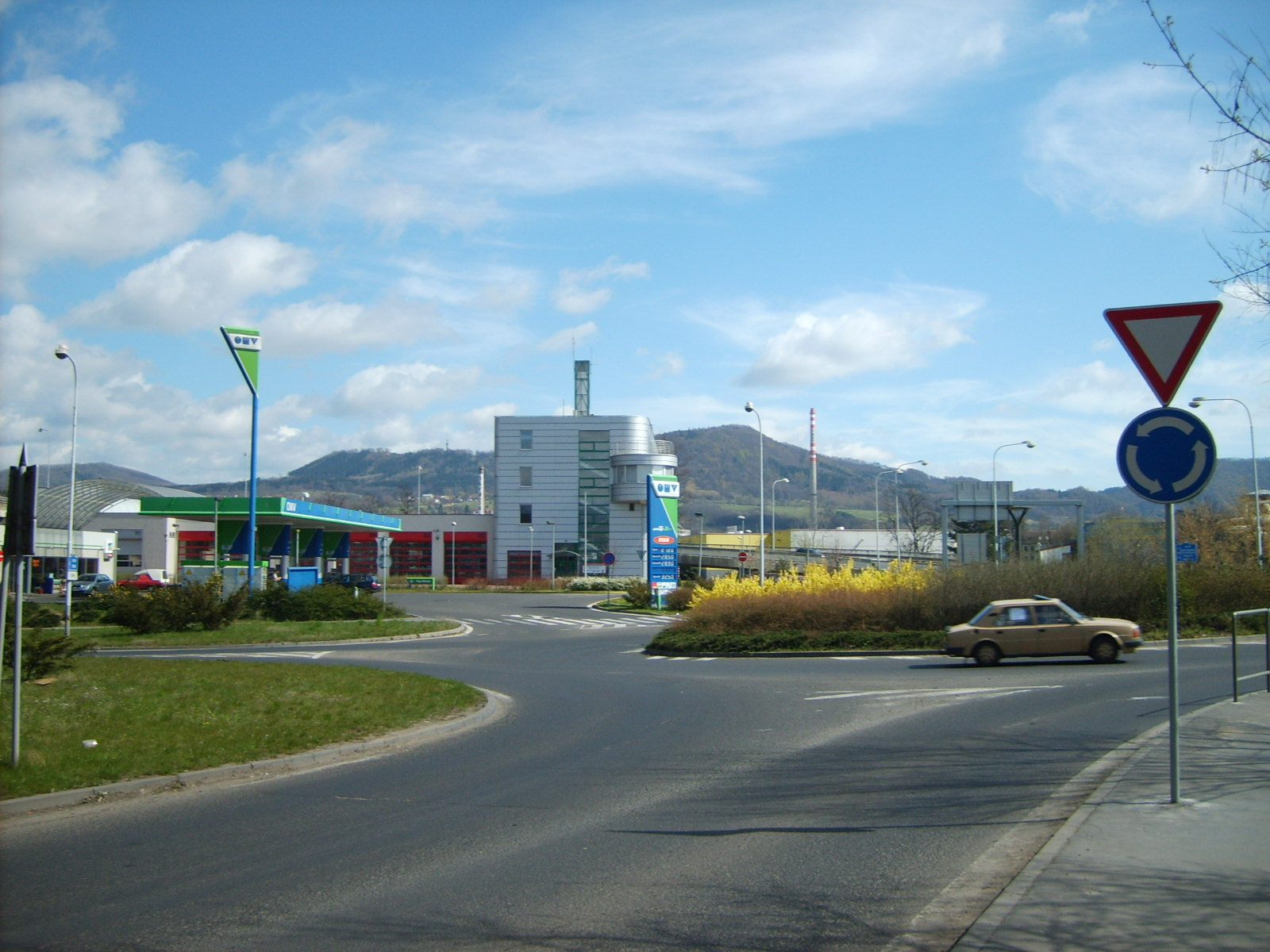
Moderní budova integrovaného záchranného systému pro okres Děčín v Děčíně-Starém městě

  - Českobratrská církev evangelická 4 %
  - Církev československá husitská 4 %
  - Církev bratrská
  - Křesťanské společenství

### Ekonomická aktivita
(Český statistický úřad, 2001)
- 52 % ekonomicky aktivních, z toho:
  - 14 % nezaměstnaných
  - 24 % zaměstnaných v průmyslu
  - 13 % zaměstnaných v dopravě a komunikaci
  - 11 % v obchodních službách
  - 10 % ve školství, zdravotnictví a sociálních službách
- 48 % ekonomicky neaktivních

### Struktura populace

Věková struktura obyvatel obce Děčín roku 2011
Rodinný stav obyvatel obce Děčín roku 2011
Vzdělání obyvatel obce Děčín roku 2011

## Městská správa a politika
Dnešní Děčín sestává mimo jiné ze dvou původně samostatných měst, Děčína (na pravém břehu Labe, dříve též německy Tetschen) spolu se Starým Městem, a Podmokel (na levém břehu, německy Bodenbach), která byla sloučena roku 1942 do jednoho města s německým názvem Tetschen-Bodenbach. Od 1947 má město krátký český název Děčín. Statutárním městem je od 1. července 2006. Do roku 2002 byl sídlem úřadu okresu Děčín. Vrcholný orgán tvoří zastupitelstvo města Děčína. Sousedními obcemi sídla jsou Těchlovice, Jílové, Dobrná, Hřensko, Heřmanov, Malšovice, Malá Veleň, Dobkovice, Ludvíkovice, Rosenthal-Bielatal, Gohrisch a Reinhardtsdorf-Schöna.

### Členění statutárního města

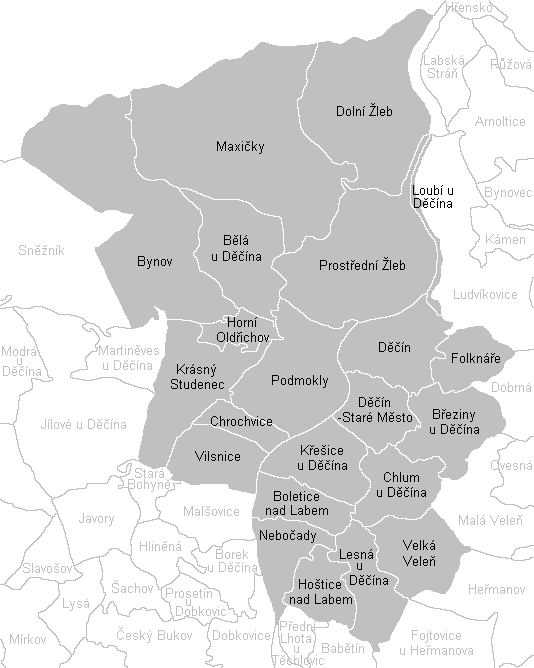
Katastrální území Děčína

V současnosti se Děčín skládá z 22 katastrálních území, na kterých leží 35 místních částí. Na jaře 2009 vznikla nová místní část Chlum z části Bechlejovic, která ležela na katastru Chlum u Děčína.
- Bělá u Děčína – Bělá, Čechy
- Boletice nad Labem – Boletice nad Labem
- Březiny u Děčína – Bechlejovice, Březiny
- Bynov – Bynov, Nová Ves
- Děčín – části Děčín, Nové Město
- Děčín-Staré Město – část Staré Město
- Dolní Žleb – Dolní Žleb
- Folknáře – Folknáře
- Horní Oldřichov – Dolní Oldřichov, Horní Oldřichov
- Hoštice nad Labem – Hoštice nad Labem
- Chlum u Děčína – Chlum, dříve část Bechlejovic
- Chrochvice – Chrochvice
- Krásný Studenec – Krásný Studenec
- Křešice u Děčína – Křešice
- Lesná u Děčína – Lesná
- Loubí u Děčína – Loubí
- Maxičky – Maxičky
- Nebočady – Nebočady
- Podmokly – Podmokly, Letná, Rozbělesy, Popovice, Václavov
- Prostřední Žleb – Horní Žleb, Jalůvčí, Přípeř, Prostřední Žleb
- Velká Veleň – Velká Veleň
- Vilsnice – Vilsnice, Chmelnice

Místní části jsou číslované. Do roku 1996 měla číslo XXXIV část Děčín XXXIV-Těchlovice (dnes obec Těchlovice), od roku 2009 má toto číslo nově vzniklá část Děčín XXXIV-Chlum. Kromě Těchlovic byly dříve součástí města i nyní samostatné obce Kámen a Ludvíkovice.
| Místní část                    | Obyvatel (2011) |
| ------------------------------ | --------------- |
| Děčín I-Děčín                  | 4959            |
| Děčín II-Nové Město            | 6495            |
| Děčín III-Staré Město          | 3954            |
| Děčín IV-Podmokly              | 5159            |
| Děčín V-Rozbělesy              | 364             |
| Děčín VI-Letná                 | 8054            |
| Děčín VII-Chrochvice           | 1387            |
| Děčín VIII-Dolní Oldřichov     | 853             |
| Děčín IX-Bynov                 | 3932            |
| Děčín X-Bělá                   | 1023            |
| Děčín XI-Horní Žleb            | 393             |
| Děčín XII-Vilsnice             | 286             |
| Děčín XIII-Loubí               | 205             |
| Děčín XIV-Dolní Žleb           | 188             |
| Děčín XV-Prostřední Žleb       | 257             |
| Děčín XVI-Přípeř               | 143             |
| Děčín XVII-Jalůvčí             | 571             |
| Děčín XVIII-Maxičky            | 123             |
| Děčín XIX-Čechy                | 208             |
| Děčín XX-Nová Ves              | 204             |
| Děčín XXI-Horní Oldřichov      | 476             |
| Děčín XXII-Václavov            | 351             |
| Děčín XXIII-Popovice           | 193             |
| Děčín XXIV-Krásný Studenec     | 514             |
| Děčín XXV-Chmelnice            | 314             |
| Děčín XXVI-Bechlejovice        | 190             |
| Děčín XXVII-Březiny            | 1872            |
| Děčín XXVIII-Folknáře          | 327             |
| Děčín XXIX-Hoštice nad Labem   | 28              |
| Děčín XXX-Velká Veleň          | 57              |
| Děčín XXXI-Křešice             | 776             |
| Děčín XXXII-Boletice nad Labem | 4683            |
| Děčín XXXIII-Nebočady          | 345             |
| Děčín XXXIV-Chlum              | 66              |
| Děčín XXXV-Lesná               | 156             |

### Správní území
Děčín byl dříve okresním městem, v současnosti je obcí s rozšířenou působností a pověřeným obecním úřadem. Správní obvod obce s rozšířenou působností zahrnuje 34 obcí.

### Starostové
Přehled starostů (do 2006) a primátorů Děčína od roku 1990:
- František Eret, 1945–1946
- Josef Voráček, 1946–1948
- Svatopluk Smysl, 1948–1952
- Antonín Dvořák, 1952–1955
- Jaroslav Rajšl, 1955–1966
- Josef Gabriel, 1966–1970
- Jindřich Moleš, 1970–1979
- Jiří Sedlák, 1979–1982
- Jaroslav Svoboda, 1982–1985
- Jiří Bednář, 1985–1990
- Zdeněk Kropáček (ODS), 1990–1993
- Milan Kunc (nezávislý, později ODS), 1993–1998
- Vladimír Medek (ČSSD), 1998–2002
- Vladislav Raška (ODS), 2002–2010
- František Pelant (ČSSD), 2010–2014
- Marie Blažková (ANO), 2014–2018
- Jaroslav Hrouda (ANO), 2018–2020
- Jiří Anděl (ANO), od 2020

### Městské symboly
Statutární město Děčín používá původní znak královského města – tím je v červeném poli český dvouocasý lev s korunkou, držící parmu. Vlajka byla statutárnímu městu udělena rozhodnutím předsedy Poslanecké sněmovny Parlamentu České republiky dne 2. září 1994.

## Hospodářství
Nejvýznamnějšími průmyslovými obory v Děčíně jsou strojírenství, elektrotechnika, a hutnictví barevných kovů. Největším zaměstnavateli ve statutárním městě jsou České dráhy, Česká pošta, Kabelovna Děčín-Podmokly (největší průmyslový podnik), Constellium (hliníkárna), Obalex a ČEZ. Do roku 2001 byla největším zaměstnavatelem ve městě společnost Československá plavba labská. Po jejím úpadku byla velká část zaměstnanců propuštěna. V roce 2002 zaniklou společnost odkoupila skupina ARGO a se sníženým počtem pracovníků, který oproti roku 2000 dosahuje pouhých 29,3 %, opět obnovila její provoz.

## Doprava

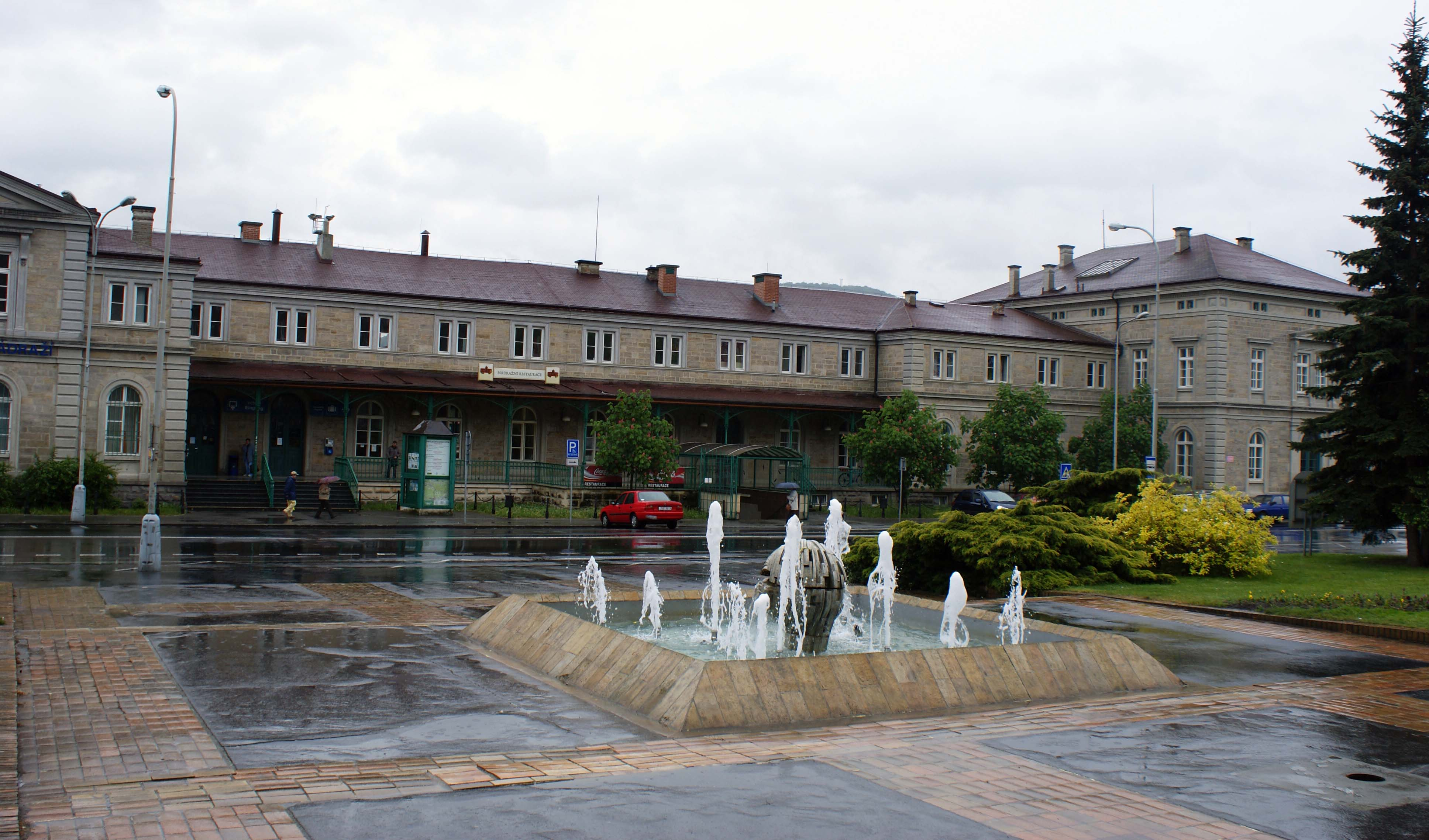
Budova železniční stanice Děčín hlavní nádraží v Podmoklech. Před nádražím jsou zastávky většiny autobusů MHD Děčín

### Silniční doprava
V Děčíně se střetávají silnice I. třídy I/13 a I/62. Silnice I/13 protíná celé severní Čechy a spojuje Podkrušnohorskou oblast s Libereckým krajem. Silnice I/62 vede z hraničního přechodu Hřensko přes Děčín do Ústí nad Labem. Z Hřenska do Děčína vede po pravém břehu Labe, v Děčíně řeku po Novém mostě překračuje, dále pokračuje po břehu levém.
Děčínem prochází i silnice II. třídy II/261 a II/262. Silnice II/261 je pravobřežní komunikací spojující Liběchov, Štětí, Litoměřice a Ústí nad Labem s Děčínem. Silnice II/262 je do Děčína trasována z České Lípy údolím Ploučnice.
Dříve komplikovaný průjezd městem pomohl z části vyřešit Nový most z let 1979–1985 spojující oba labské břehy a zároveň překračující i řeku Ploučnici. Na obou koncích mostu jsou mimoúrovňové křižovatky umožňující sjezd do všech směrů.

### Železniční doprava

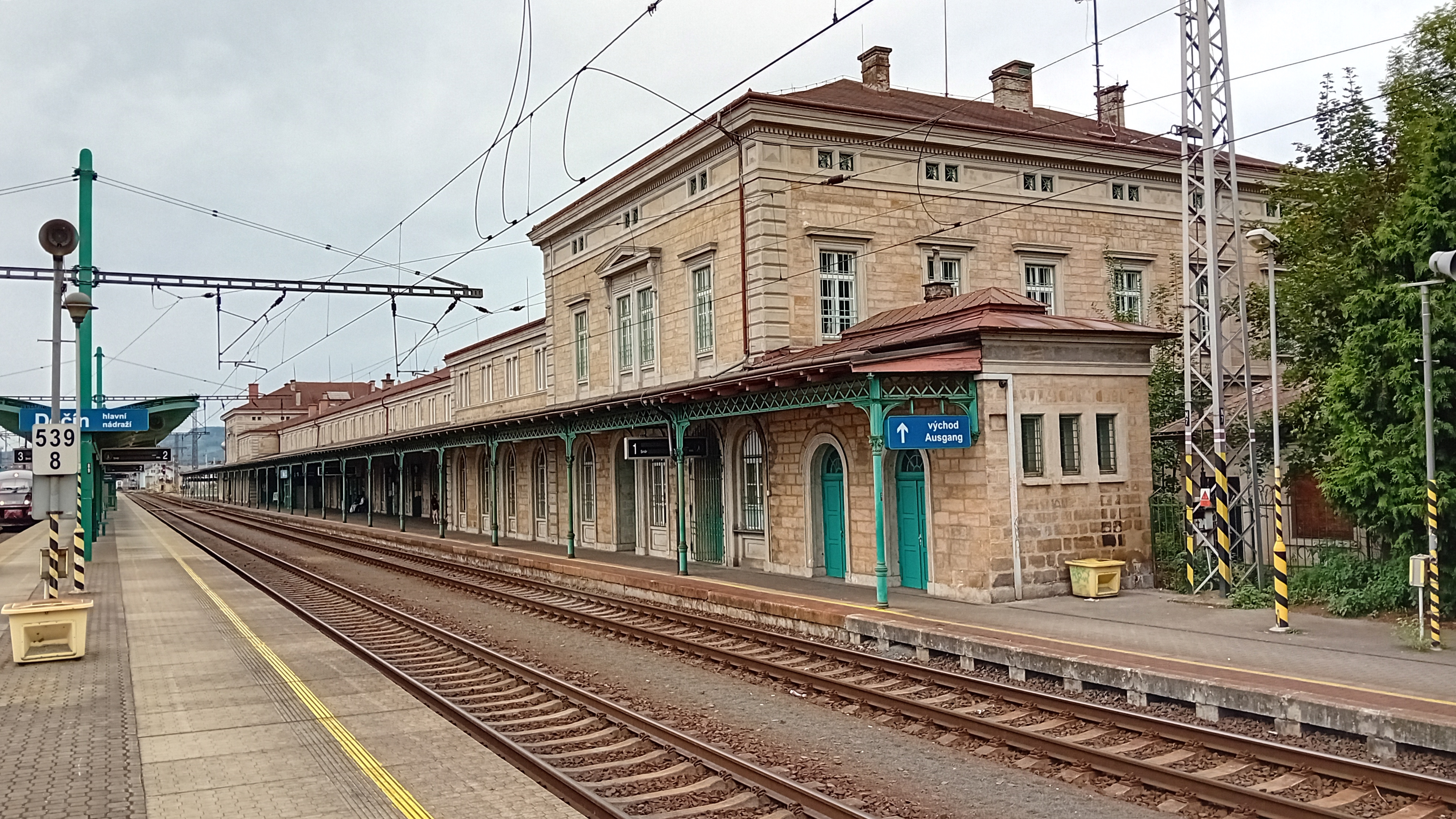
Staniční budova hlavního nádraží

Děčín patří mezi nejdůležitější železniční uzly v severních Čechách. Stýká se zde pět železničních tratí, prochází jím i 1. železniční koridor.
Na katastru statutárního města Děčína najdeme 15 železničních stanic a zastávek. Nejvýznamnější z nich jsou železniční stanice Děčín hlavní nádraží a Děčín východ, těmi dalšími jsou : Boletice nad Labem, Děčín-Bynov, Děčín-Dolní Žleb, Děčín-Čertová Voda, Děčín-Připeř, Děčín-Oldřichov, Děčín-Staré Město, Děčín zastávka, Březiny u Děčina, Dolní Žleb zastávka, Dolní Žleb, Křešice u Děčína, Vilsnice. Budova hlavního nádraží pochází z roku 1865 a je vystavěna ve stylu německých železničních stanic. Celé hlavní nádraží prošlo v roce 2004 kompletní rekonstrukcí, při které získalo podchody. Svůj význam má také přechodová železniční stanice Dolní Žleb.
Z Děčína vycházejí následující tratě:
- Železniční trať Praha–Děčín, elektrifikovaná dvoukolejná trať s mezinárodním provozem, vedená po levém břehu Labe, součást 1. železničního koridoru.
- Železniční trať Ústí nad Labem–Střekov–Děčín, elektrifikovaná dvoukolejná trať s hustým nákladním provozem, vedená po pravém břehu Labe.
- Železniční trať Děčín–Rumburk, neelektrifikovaná jednokolejná trať.
- Železniční trať Děčín–Drážďany, elektrifikovaná, součást 1. železničního koridoru.
- Železniční trať Děčín–Oldřichov u Duchcova, neelektrifikovaná regionální jednokolejná trať, od roku 2007 bez pravidelné osobní dopravy.

### Lodní doprava

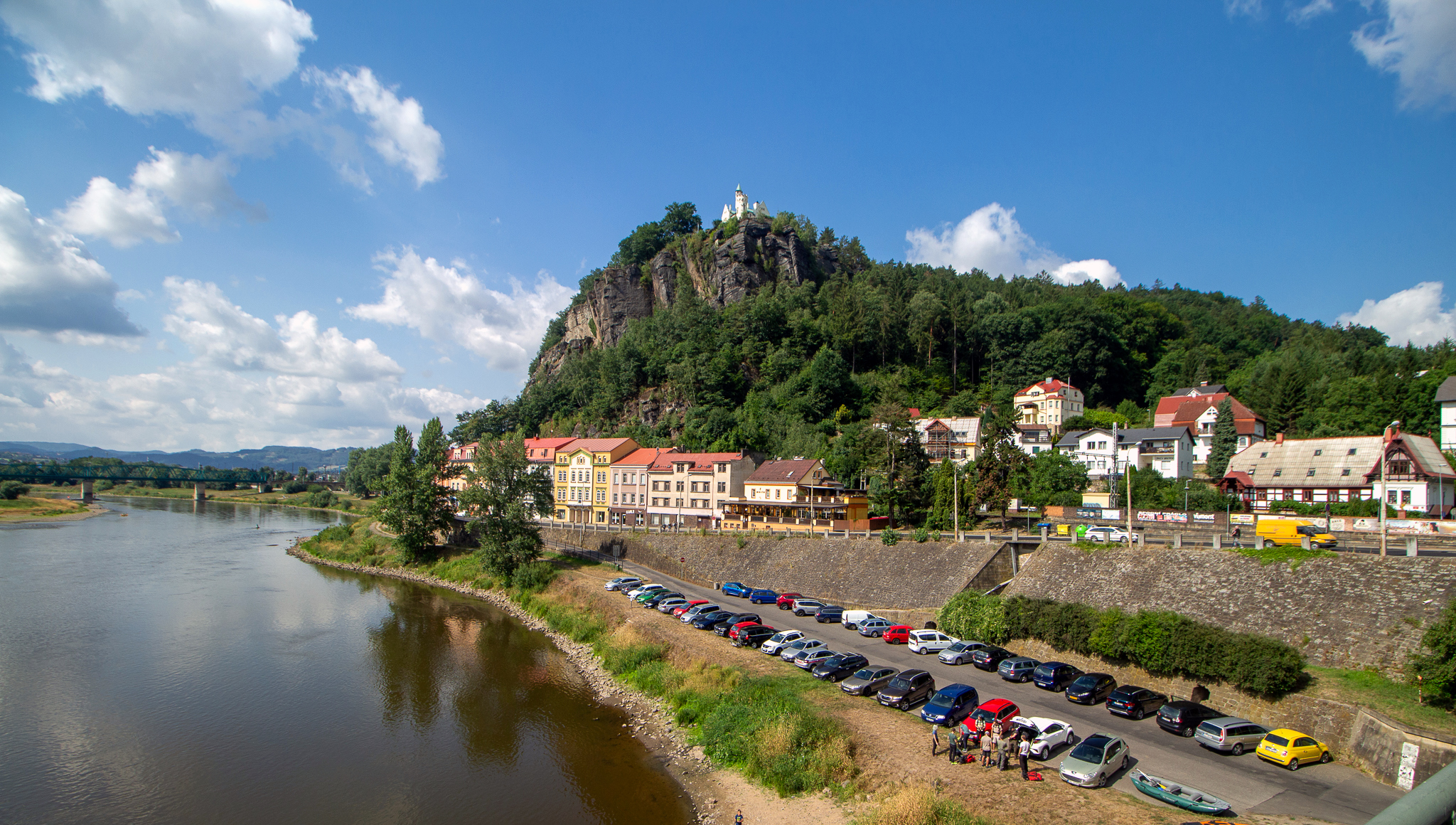
Vyhlídková restaurace Pastýřská stěna, v pohledu od Labe

Plavba po Labi se v současnosti používá zejména pro přepravu nákladů. V děčínském Loubí se nachází největší český přístav s překladištěm. Tonáž děčínské obnovené Československé plavby labské je v současnosti[kdy?] 66 812 tun, společnost vlastní 102 plavidel. Nákladní dopravu po Labi ale zajišťují i jiné společnosti. Osobní pravidelná plavba na Labi v současnosti[kdy?] neexistuje, oblíbené jsou ale různé příležitostné plavby např. do SRN nebo do oblasti Hřenska. Pod děčínským zámkem kotví vyhlídková loď Děčín.

### Městská hromadná doprava

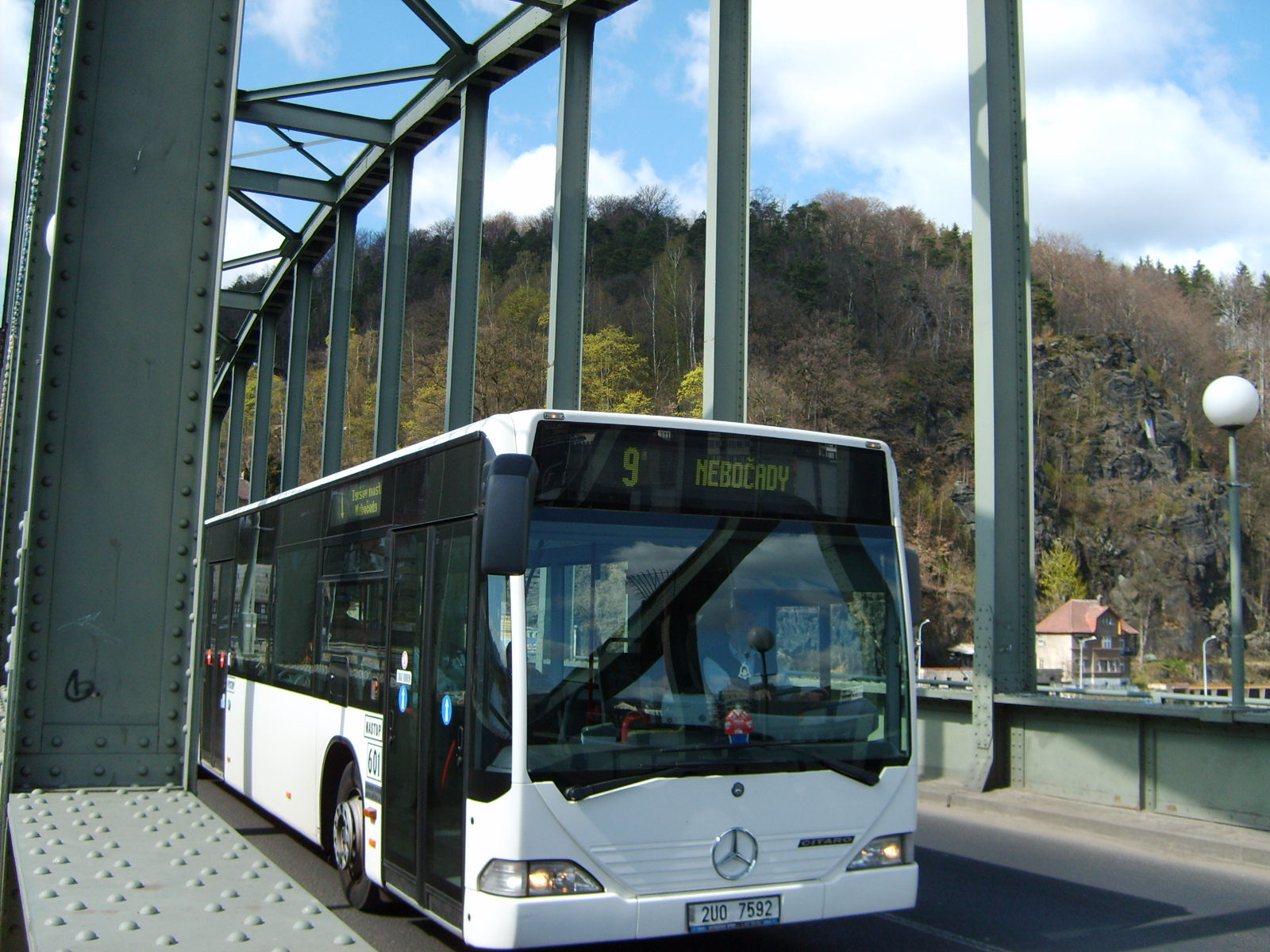
Autobus Mercedes Citaro linky číslo 9 z Autobusového nádraží v Děčíně do Nebočad

Městskou hromadnou dopravu ve městě zajišťuje Dopravní podnik města Děčína. Provozuje ji na 15 celodenních a 2 nočních autobusových linkách. Až do roku 1973 byla v Děčíně v provozu také trolejbusová doprava. Městská hromadná doprava je zavedena do většiny městských částí, až na Dolní Žleb, který je kvůli své nevýhodné poloze v labském údolí při hranicích odkázán pouze na železniční dopravu.

## Společnost

### Školy
- České vysoké učení technické v Praze, pracoviště Děčín
- Gymnázium Děčín
- Vyšší odborná škola a Střední průmyslová škola strojní, stavební a dopravní, Děčín
- Střední škola zahradnická a zemědělská Antonína Emanuela Komerse, Děčín – Libverda
- KZŠ Nativity
- Evropská obchodní akademie
- Střední odborná škola řemesel a služeb
- Střední zdravotnická škola

a další

### Kultura
V letech 1968–1989 byl Děčín znám jako pořadatelské město festivalu populárních písní Děčinská kotva.
Kulturními zařízeními města Děčína jsou:
- Zámek
- Městské divadlo
- Kino Sněžník
- Společenský dům Střelnice
- Městská knihovna

## Pamětihodnosti

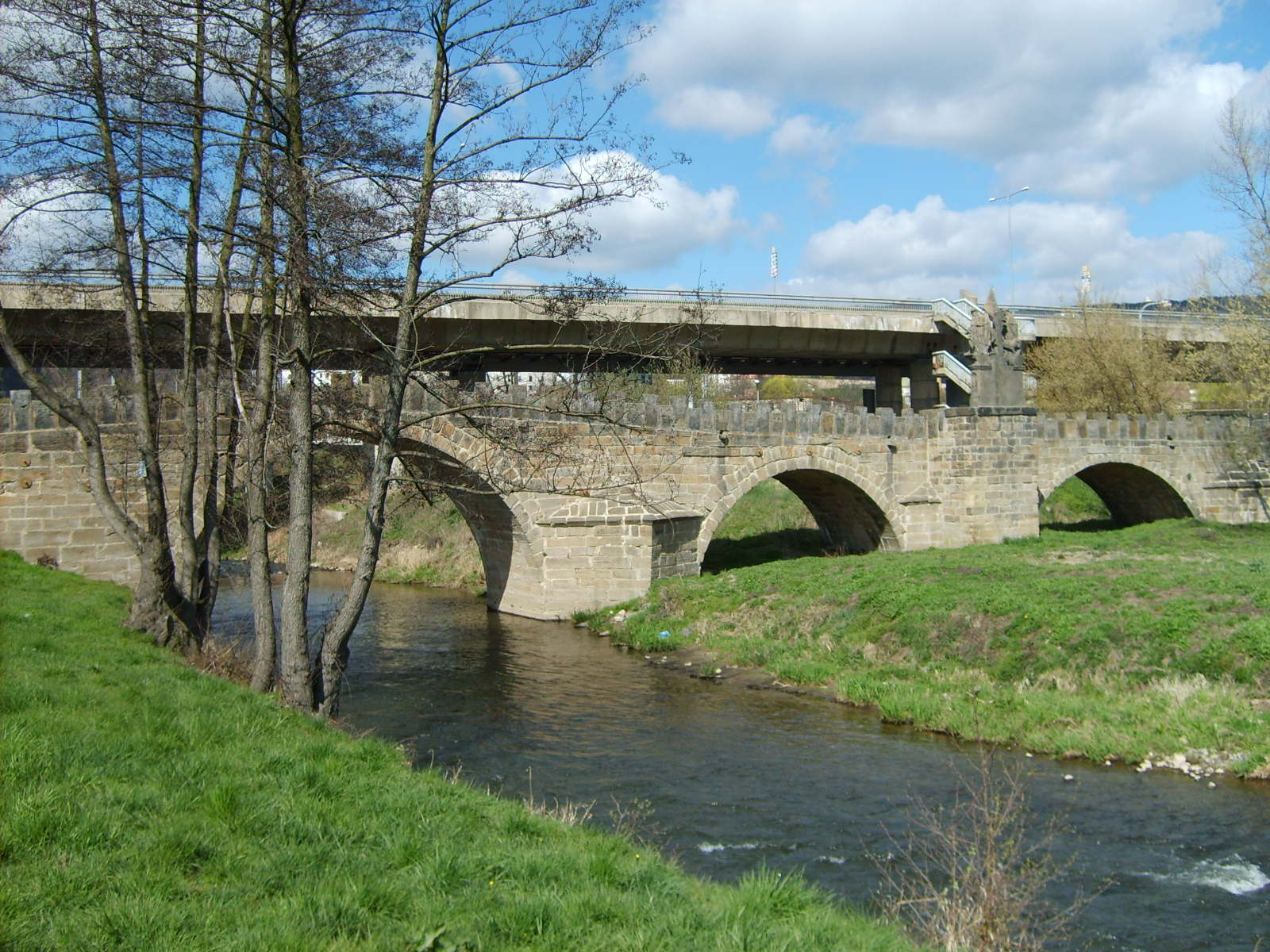
Staroměstský most přes řeku Ploučnici, pocházející ze 16. století

Děčín leží na okraji turisticky velmi atraktivní oblasti Českosaského Švýcarska. Velká část města leží v Chráněné krajinné oblasti Labské pískovce.
Nejvýznamnější památkou ve městě je děčínský zámek umístěný na skále na pravém břehu Labe, nad soutokem Labe a Ploučnice. Do roku 1932 byl v majetku rodiny Thunů, poté ho převzal stát, který zde zřídil kasárna. Ta v areálu zámku přetrvala až do roku 1991. K zámku vede přístupová cesta Dlouhá jízda – ve skále vytesaná silnice ohraničená z obou stran vysokými zdmi. Zámecké zahrady a parky zasahují i pod skálu, kterou je jako součást cesty parkem prokopán krátký skalní tunel pokračující řetězovou lávkou přes Mlýnský náhon.
Zajímavostmi jsou děčínské mosty z 15. a 16. století – Staroměstský most přes Ploučnici a Ovčí můstek – krátké, přemostění Jílovského potoka v Podmoklech, charakteristické vysokým klenutím mostního oblouku. Na Masarykově náměstí v Děčíně najdeme také několik historicky cenných objektů barokní kašnou počínaje a měšťanskými domy konče. Nedaleko náměstí najdeme barokní kostel sv. Václava a Blažeje. Za zmínku ještě také stojí budova synagogy z počátku 20. století v Podmoklech, při cestě na Pastýřskou stěnu. Synagoga v Děčíně stojí ve čtvrti secesních vil. Dominantou celého Děčína je právě Pastýřská stěna se zoologickou zahradou a vyhlídkovou restaurací.
Mezi další památky a zajímavosti Děčína patří:
- Kostel svatého Václava a Blažeje – původně gotický, dokončený roku 1310, zničen roku 1749 a v letech 1754–1778 znovu vystavěn. Za Josefa II. zrušen a přeměněn na skladiště, roku 1878 obnoven. Barokní trojlodí s tribunami, obdélným polygonálně ukončeným presbytářem, sakristií a kaplí sv. Anny. Nad trojosým průčelím s pilastry a volutami hranolová věž. Zařízení převážně barokní, klasicistní a z 19. století. Hlavní oltář z 2. poloviny 18. století. Vedle kostela barokní kaple P. Marie Pomocné z roku 1726 se sochařskou výzdobou.[17] Vzácné varhany z roku 1864 jsou dílem liboucheckých varhanářů Antona a Franze Fellerových. Původní umístění bylo v děkanském kostele v Teplicích, do Děčína byly přeneseny v roce 1949. V roce 2012 provedli jejich generální opravu varhanáři Petr a Peter Nožinovi; v návaznosti na dílo Jiřího Jóna, Tomáše Horáka, Víta Honyse a Joachima Žura (jz). Varhaníkem a regenschorim je od roku 1965 Jan Záhora st.(* 1951). Neméně vzácnou památkou jsou tři zvony, umístěné v chrámové věži: „Vít“ z roku 1744, zvonař Jan Jiří Kühner, hmotnost 770 kg, tón E. „JanPavel“ z roku 1744, zvonař Jan Jiří Kühner, hmotnost 621 kg, tón G. „JESUS“ z roku 1927, zvonař Richard Herold, hmotnost 358 kg, tón Fs.[18]
- Kostel Povýšení svatého Kříže – postaven v letech 1687–1691 po požáru staršího kostela. Barokní jednolodí s bočními kaplemi a tribunami, příčnou lodí, kopulí (nad křížením) a obdélným presbytářem. Nad průčelím atika se sochařskou výzdobou. Bohatě vyzdoben freskami z legendy o svatém Kříži a na závěrné stěně presbytáře freska Povýšení svatého Kříže. Zařízení převážně barokní a rokokové. Kostel je spojen krytou chodbou se zámkem.[17] V chrámu se nacházejí jedny z nejvzácnějších varhan v Česku, stavitelů Otto a Gustava Riegerových z Krnova z roku 1891. Opusové číslo 315. Ve světovém katalogu varhan jsou označeny (*) velké varhany. V letech 2000–2003 provedla restaurování tohoto nástroje firma Organa z Kutné Hory. Od roku 2014 o nástroj pečuje varhanář Ivan Bok z Krnova se svými spolupracovníky. Varhaníkem je zde od roku 1965 Jan Záhora (* 1951).[18] V roce 2004 byl nástroj prohlášen Kulturní památkou ČR a je velmi vyhledáván domácími i zahraničními varhanními umělci. Na chrámové zvonici se nacházejí tři zvony: Velký z roku 1850, zvonař Wenzel Perner, hmotnost 279 kg, tón h; menší z roku 2016 s názvem MĚSTO DĚČÍN, zvonař Petr Rudolf Manoušek, hmotnost 134 kg, tón c; nejmenší (sanctus) z roku 1748, zvonař Valentin Lissiack, hmotnost 31,4 kg, tón cis.
- Kostel svatého Františka Serafínského v Podmoklech – pseudorománský z let 1856–1858. Jednolodní s polygonálním presbytářem a bočními kaplemi. Cenný zejména renesanční hlavní oltář z roku 1605.[17] Kamenná křtitelnice přenesena ze zbořeného kostela v Krásném Studenci. Varhany stavitele Martina Zausse, které byly v roce 1953 přeneseny do tohoto kostela, byly nezodpovědným přístupem prodány na díly v roce 2000 (dnes ve Stráži pod Ralskem, plně funkční, vysvěcené 2007). Současné varhany od firmy RejnaČerný byly přeneseny z Mělníka.[18]
- Evangelický kostel v Podmoklech – pseudorománský a pseudogotický z roku 1881. Varhany postavil v roce 1884 E. F. Walcker, přestavba proběhla v letech 1942–44 firmou Hermann Eule z Bautzenu.
- Kostel svatého Václava v Rozbělesech – postaven roku 1579 na místě staršího kostela, roku 1731 zbořen, poté stavba dnešního kostela. Barokní podélný s osmibokou lodí, obdélným presbytářem, dvouvěžovým průčelím a mansardovou střechou. Zařízení převážně z 18. století. Kamenná křtitelnice ze 17. století.[17] Původní varhany stavitele Hausera se nacházejí na slovenské Spiši.
- Kostel svatého Františka Xaverského v Bělé – pozdně barokní z roku 1787. Jednolodní s užším a trojboce uzavřeným presbytářem, sakristií a hranolovou věží nad průčelím. Průčelí vyzdobeno sochami. Zařízení barokní a hlavní oltář pseudobarokní.[17]
- Starokatolický kostel z počátku 30. let 20. století, v roce 1989 vyhořel, s propadlou střechou
- Kaple svatého Jana Nepomuckého – pseudogotická stavba z let 1869–1871 na místě starší stavby postavena Josefem Mockerem. Obdélné jednolodí s polygonálním presbytářem, příčnou lodí a věží. V kapli pohřbeni majitelé děčínského panství hrabata z Thun-Hohensteinu.[17] V současnosti ostatky přeneseny do krypty chrámu Povýšení sv. Kříže. Torzo zdevastovaných varhan je od liboucheckého varhanáře Fellera.
- Barokní výklenková kaple při bráně na Dlouhou jízdu.
- Kaple Nejsvětější Trojice – barokní z 1. poloviny 18. století.
- Barokní výklenková kaple na Starém Městě.
- Kamenný most přes Ploučnici – renesanční z let 1564–1569 se sousoším svatého Jana Nepomuckého, Václava a Víta od Michala J. J. Brokofa.[17]
- Ovčí most v Podmoklech – snad ze 17. století.
- Řetězová lávka v parku pod zámkem
- Kašny – pozdně barokní osmiboká kašna při kostele svatého Václava a Blažeje a kašna na Masarykově náměstí z roku 1907.
- Stará radnice – novogotická budova, navrhl bavorský dvorní architekt Johann Gottfried Gutensohn, (1842–1843), nyní Okresní soud.
- Městský dům – novogotický z roku 1844 (dnes okresní soud).
- Domy – zejména původně renesanční čp. 81 se zachovaným renesančním portálem ve stylu saské renesance. Dále původně většinou renesanční nebo barokní domy čp. 83, 165, 12 (bývalý špitál z roku 1673), 14 a 234. Dále dům čp. 163 s rokokovým portálem s reliéfem Boha Otce a empírový dvoupatrový dům čp. 21 z roku 1819.[17]
- Domy v Podmoklech – zejména v Teplické ulici a na Husově náměstí, Městské divadlo Děčín v Teplické ulici.
- Muzeum – původně lovecký zámeček z roku 1735, přestavěný a rozšířený v 1. polovině 19. století. Jednopatrová čtyřkřídlá budova.
- Zámek v Bynově – z 2. poloviny 16. století, rozšířený 1605, od roku 1835 v něm byla přádelna. Jednopatrová dvoukřídlá budova s mansardovou střechou a renesančním portálem z roku 1605.
- Restaurace Pastýřská stěna z roku 1905.
- Výtah na Pastýřskou stěnu – Děčín měl jako jediné město v České republice v rámci MHD výtah na Pastýřskou stěnu (dnes není v provozu).
- Zoologická zahrada
- Pivovar Děčín

### Zaniklé památky
Loretánská kaple – stála na děčínském náměstí. Roku 1667 ji dal postavit Maxmilián hrabě Thun. Santa casa, která měla charakter rodové pohřební kaple, byla zbořena roku 1885 při úpravách náměstí.

## Sport

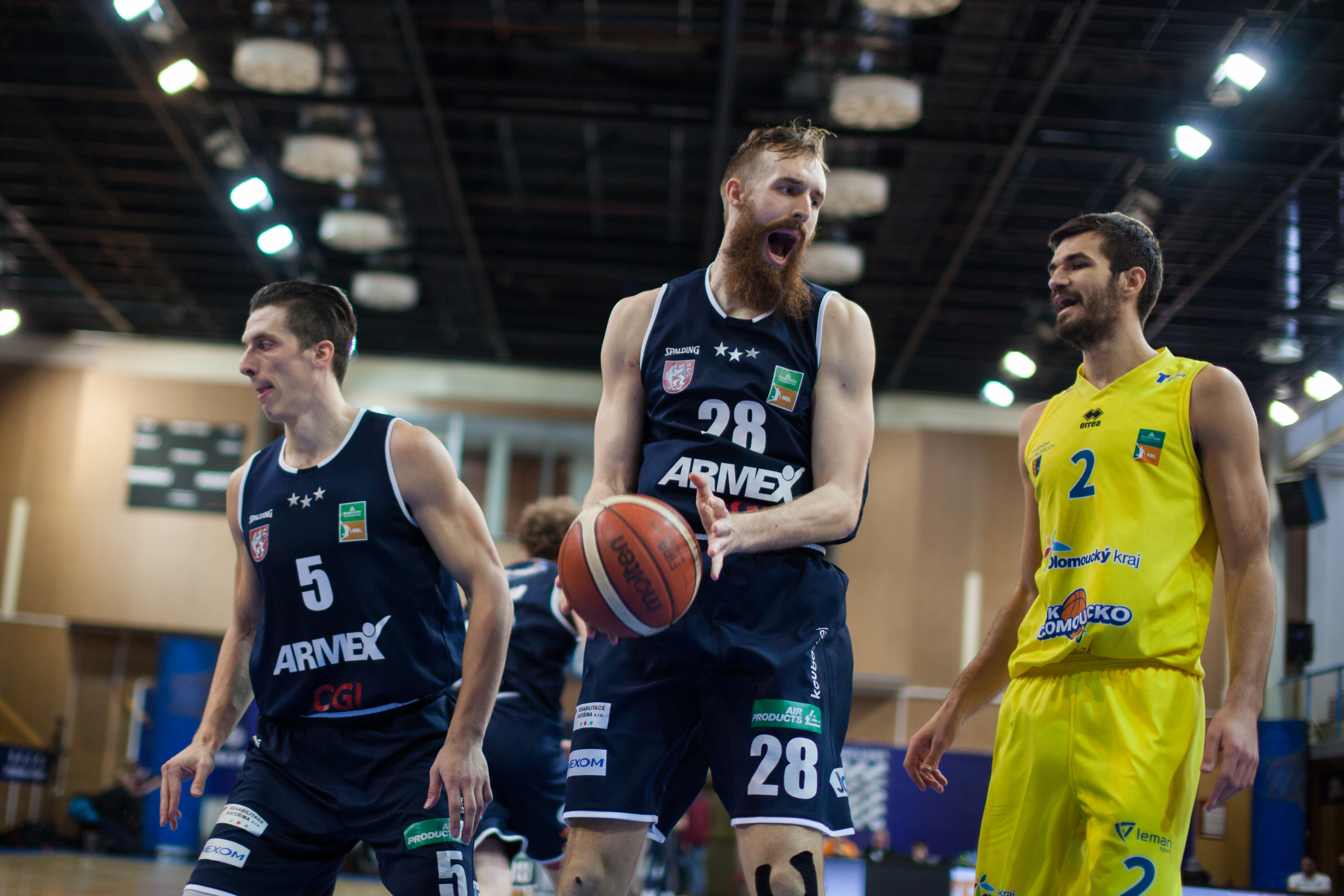
Hráči Děčína v českém poháru

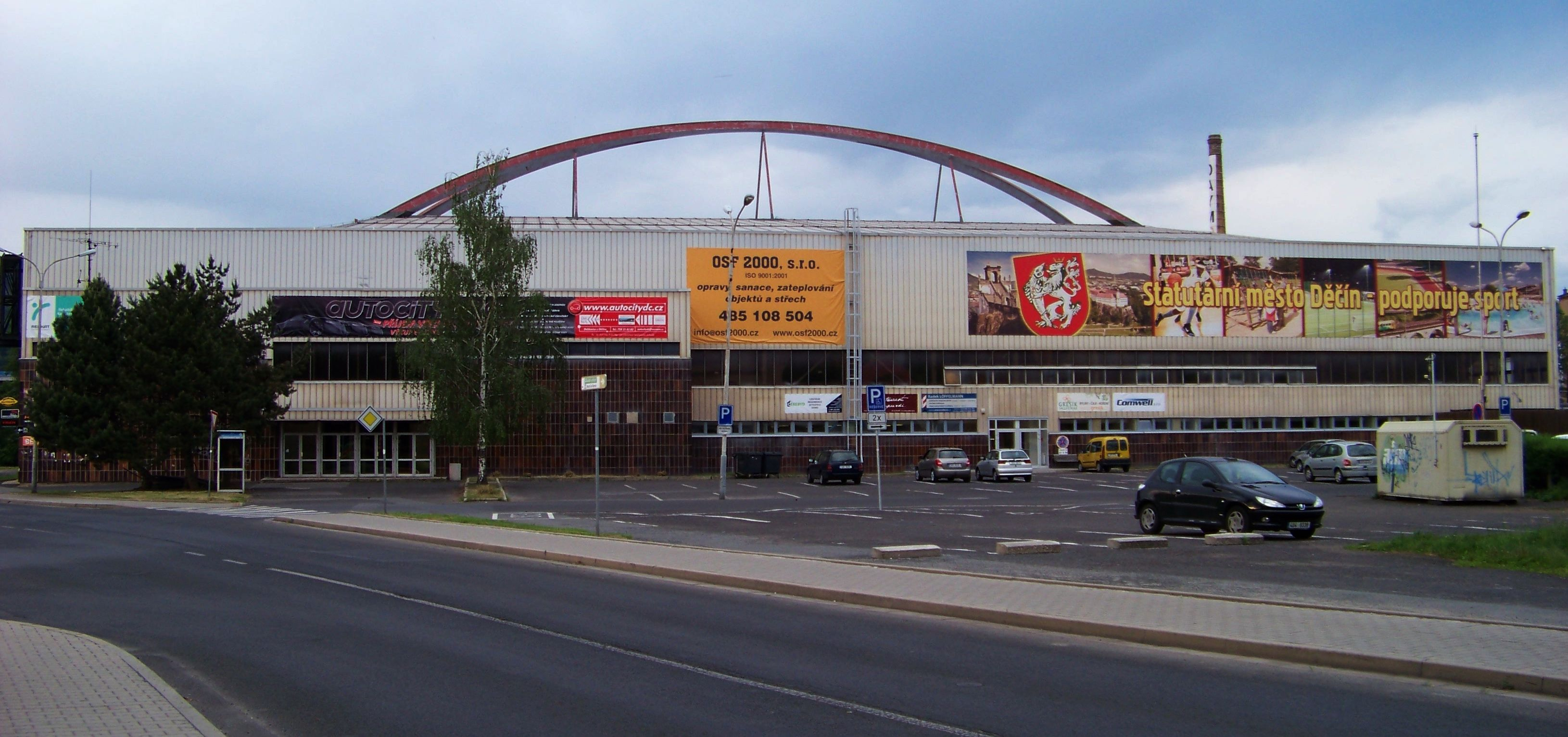
Zimní stadion Děčín

Nejúspěšnějším sportovním klubem v Děčíně je basketbalový BK Armex Děčín, jehož mužský oddíl postoupil v sezóně 1992/93 do nejvyšší české soutěže a od té doby ji neopustil. Nejlepšího výsledku dosáhl v sezónách 2014/15, 2015/16, 2016/17 a 2018/19, kdy skončil na druhém místě. Vystoupání na úplný vrchol českého basketbalu pokaždé zabránil tým Nymburka, jehož hegemonie v českém basketbalu stala se takřka absolutní. Ve FIBA EuroCup Challenge došel Děčín v sezóně 2004/05 do čtvrtfinále. Své domácí zápasy hraje v ČEZ Sportcentru v Maroldově ulici s kapacitou 1200 diváků (od rekonstrukce v roce 2005), nicméně při výjimečných příležitostech, jako bylo například druhé utkání finálové série NBL s Nymburkem v roce 2015, je palubovka natažena na zimním stadionu. 4850 diváků na tomto utkání tehdy vytvořilo nový divácký rekord Národní basketbalové ligy. Klub má již starší tradici, pod názvem Lokomotiva strávil tři sezóny v československé lize (1974/75, 1986/87, 1988/89).
Hokejový klub HC Děčín působí ve třetí nejvyšší soutěži, jejímž účastníkem je od jejího vzniku v sezóně 1993/94. Odchovancem klubu je reprezentant Petr Tenkrát. Ženský tým hrál tři roky nejvyšší domácí soutěž. Domovským stánkem HC Děčín je Zimní stadion Děčín v Obloukové ulici, s pětitisícovou kapacitou.
Nejtradičnější děčínský fotbalový klub, založený roku 1921 jako SK Podmokly, za socialismu známý především jako Kovostroj, jehož poslední název zněl FK Pelikán Děčín, zanikl v roce 1998 kvůli finančním problémům. Před krachem z něj byla vyčleněna mládežnická družstva, aby byla zachráněna, a ta od té doby hrají pod značkou FK Junior Děčín. V roce 2007 Junior získal i družstvo dospělých (od Ludvíkovic). Město na to reagovalo tím, že klubu dalo k dispozici Městský stadion, který za tím účelem částečně rekonstruovalo. V roce 2011 zahájil Junior spolupráci s Fotbalovou akademií Petra Voříška, do které byla přeřazena všechna družstva přípravek. Tým dospělých působí v krajském přeboru.

## Rodáci
- Balthasar Resinarius (1485–1544), hudební skladatel
- Anton Kern (1709–1747), věhlasný malíř, autor především náboženských a historických námětů, označovaný jako „benátský mistr saského a českého rokoka“
- Leopold Leonhard Raymund z Thun-Hohensteinu (1748–1826), pasovský biskup
- Leopold Lev z Thun-Hohensteinu (1811–1888), šlechtic a politik
- Franz z Thun-Hohensteinu (1847–1916), šlechtic a politik, dlouholetý místodržitel v Čechách, ministerský předseda Předlitavska
- Miroslav Tyrš (1832–1884), profesor na Karlově univerzitě, spoluzakladatel organizovaného tělovýchovného hnutí v Čechách, zejména Sokola
- Zdenka Fassbenderová (1879–1954), česko-německá operní pěvkyně (sopranistka)
- Johann Radon (1887–1956), matematik
- Julius Arigi (1895–1981), rakouské stíhací eso v první světové válce
- Helmut Preidel (1900–1980), severočeský archeolog, historik, konzervátor a pedagog
- Maria Paudler (1903–1990), německá herečka
- Egon Klepsch (1930–2010), německý politik, předseda Evropského parlamentu (1992–1994)
- Eva Erbenová (* 1930), spisovatelka
- Wolfgang Jeschke (1936–2015), německý spisovatel
- Hans Ticha (* 1940), německý grafik, malíř a ilustrátor
- Sigrid Grabner (* 1942), německá spisovatelka
- Jiří Bartoška (1947–2025), český herec a filmový organizátor
- Jan Záhora (* 1951), děčínský varhaník, do roku 1965
- Jaroslava Fabiánová (* 1965), sériová vražedkyně
- Radek Fridrich (* 1968), básník
- Tomáš Midgi Řezníček (* 1969), básník
- Petr Kolínský (* 1953), architekt, scénograf, malíř, grafik, pedagog
- Lenka Kny (* 1962), režisérka a scenáristka
- Vladimír Šmicer (* 1973), fotbalista
- Tomáš Kraus (* 1974), akrobatický a sjezdový lyžař, reprezentant ve skikrosu
- Jaroslav Halíř (* 1975), trumpetista, člen České filharmonie
- Petr Tenkrát (* 1977), hokejista, reprezentant v hokeji a mistr světa v inline hokeji z roku 2011
- Petr Voříšek (* 1979), fotbalista
- Jiří Maryško (* 1980), český herec
- Karolína Kurková (* 1984), modelka
- Tomáš Hradecký (* 1984), historik a vysokoškolský pedagog
- Sámer Issa (* 1985), zpěvák
- Jitka Antošová (* 1987), veslařka, olympionička
- Lenka Antošová (* 1991), veslařka, olympionička
- Sabina Křováková (* 1992), zpěvačka
- Václav Sejk (* 2002), fotbalista
- Alexandr Pech (* 2002), básník

## Partnerská města
- Přerov, Česko
- Jonava, Litva
- Pirna, Německo
- Ružomberok, Slovensko
- Bełchatów, Polsko

## Fotogalerie

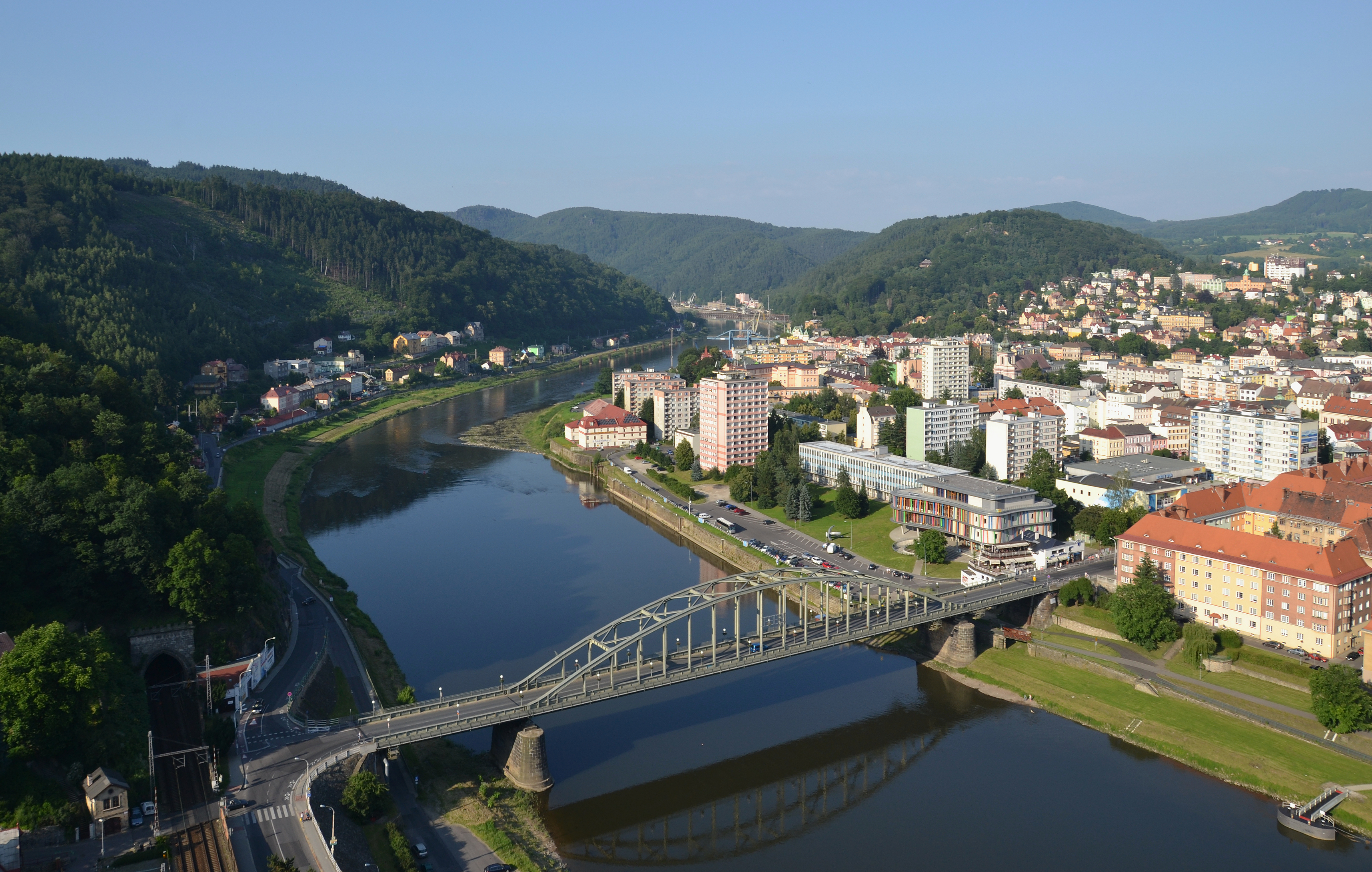
Pohled na Děčín a Labe z Pastýřské stěny
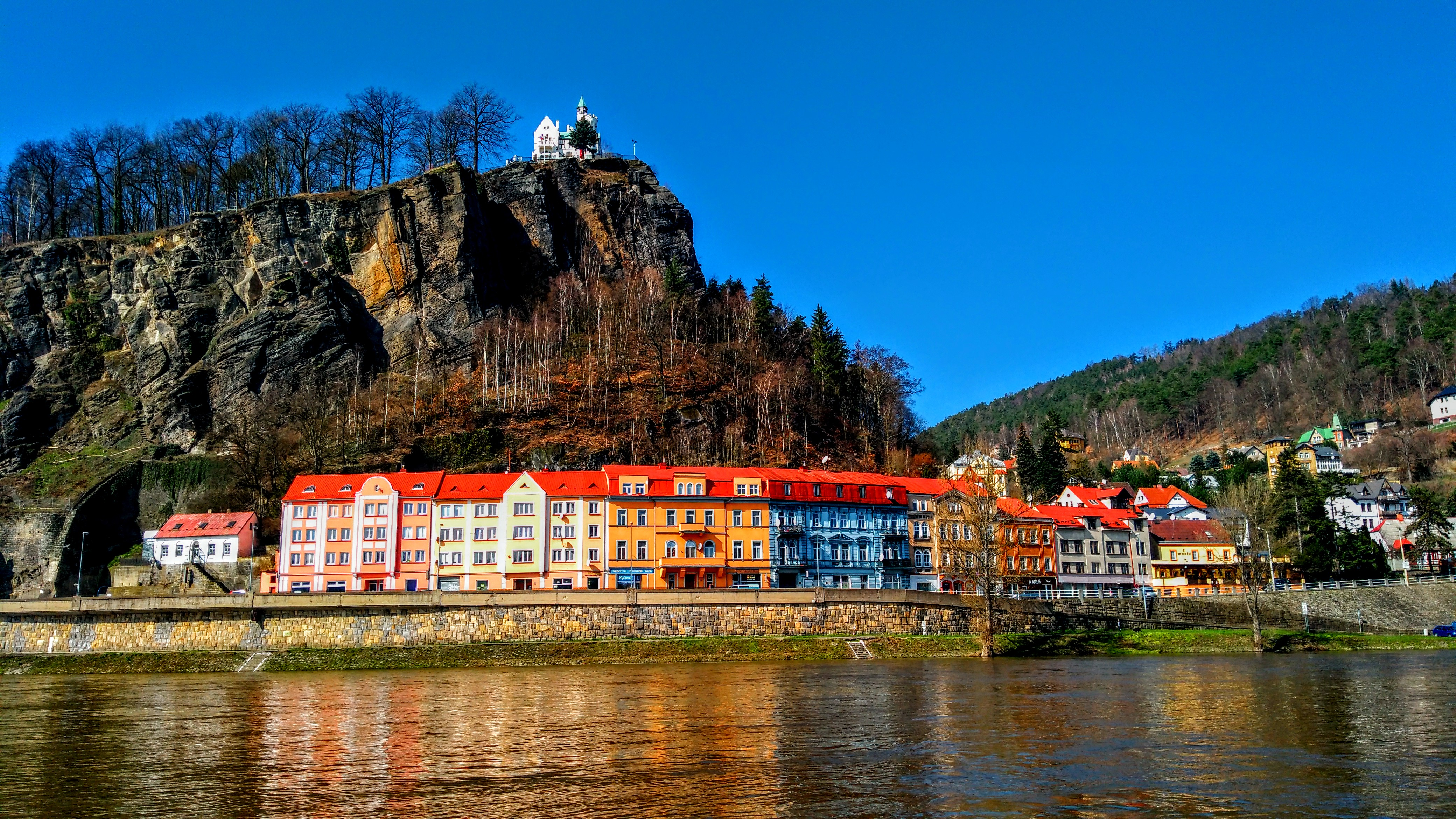
Levý břeh Labe s Pastýřskou stěnou a nábřežím
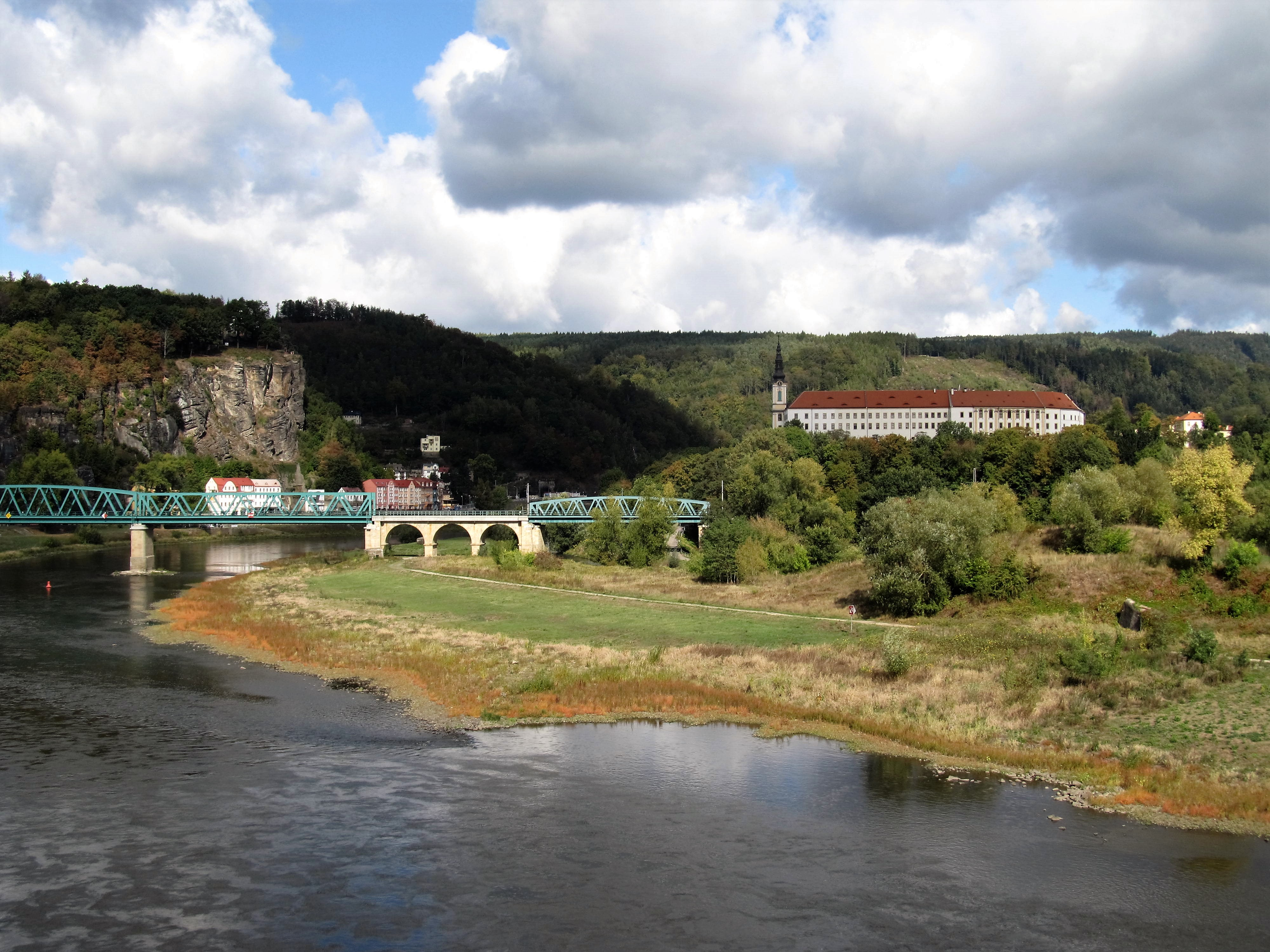
Labe, železniční most a zámek
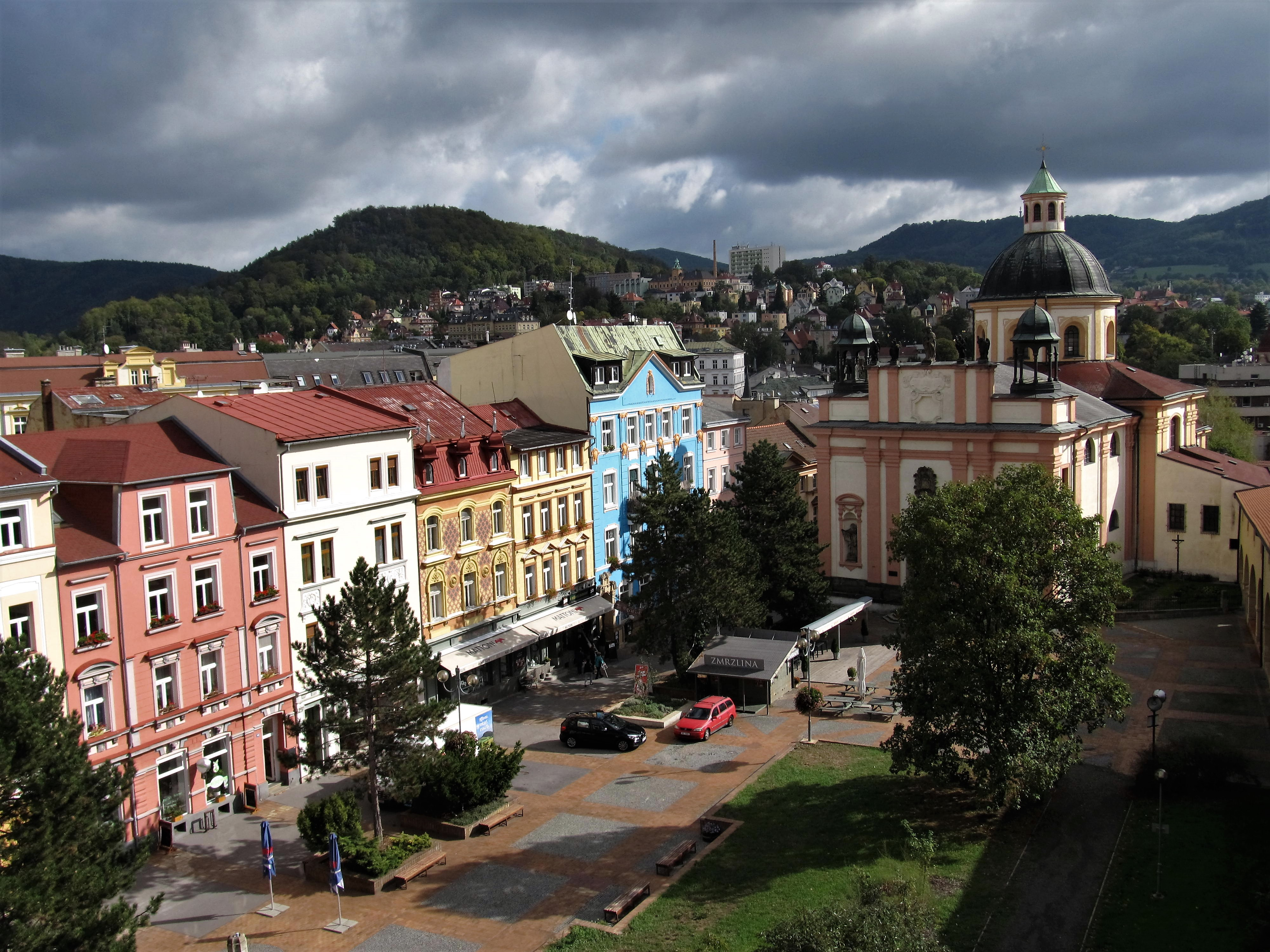
Křížová ulice s kostelem Povýšení sv. Kříže pohledem z Růžové zahrady zámku
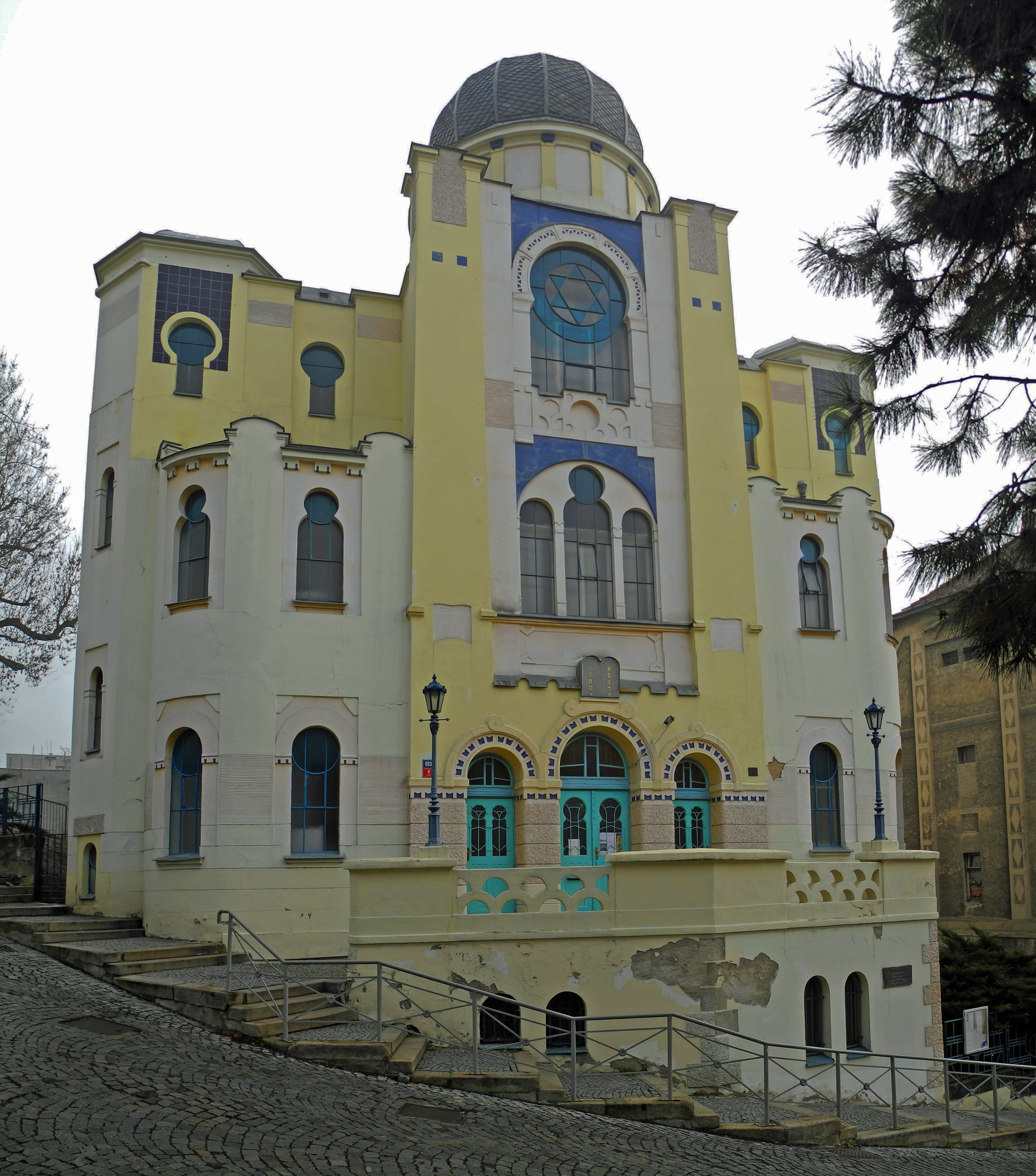
Synagoga v Podmoklech, při cestě na Pastýřskou stěnu
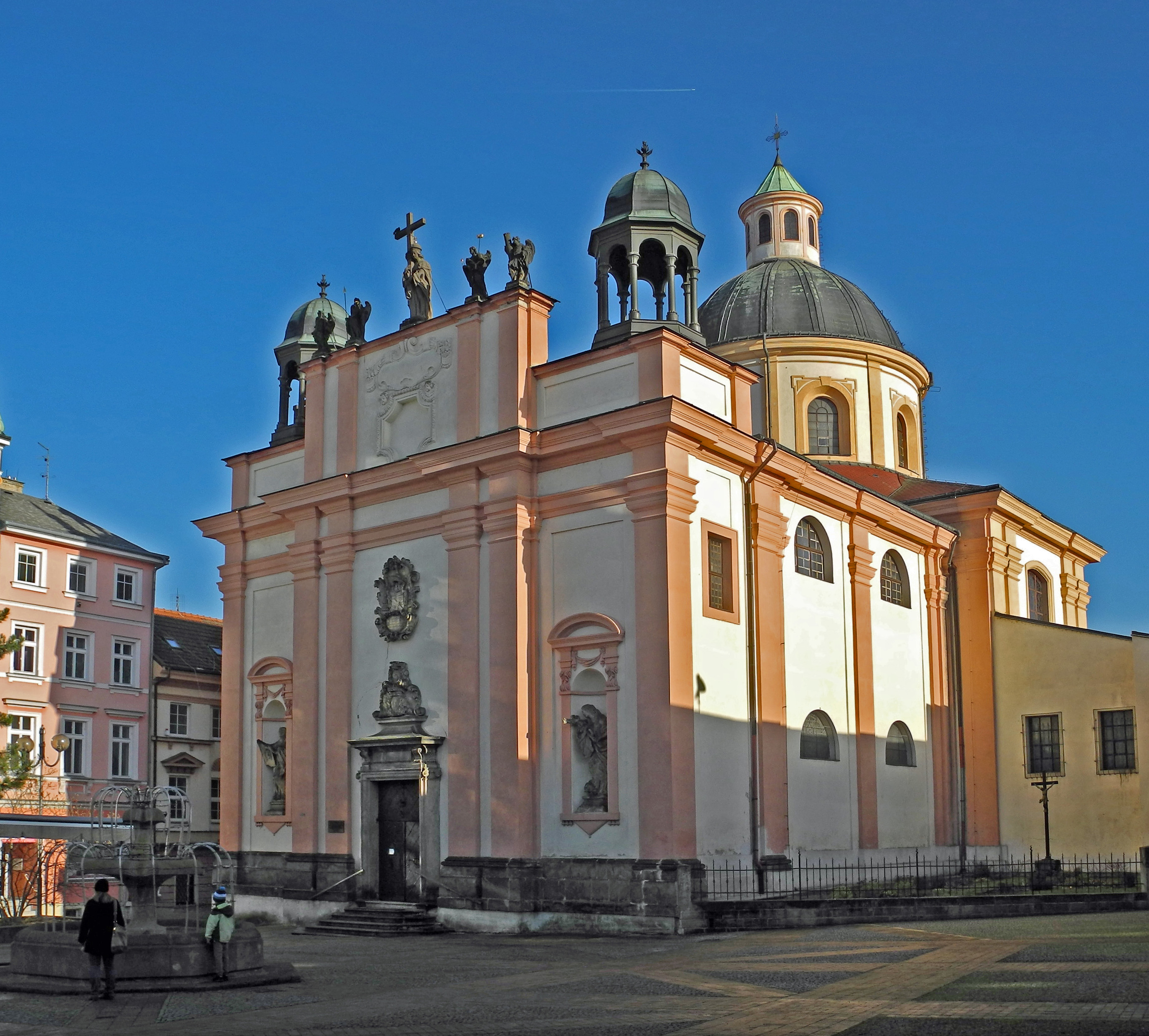
Kostel Povýšení svatého Kříže
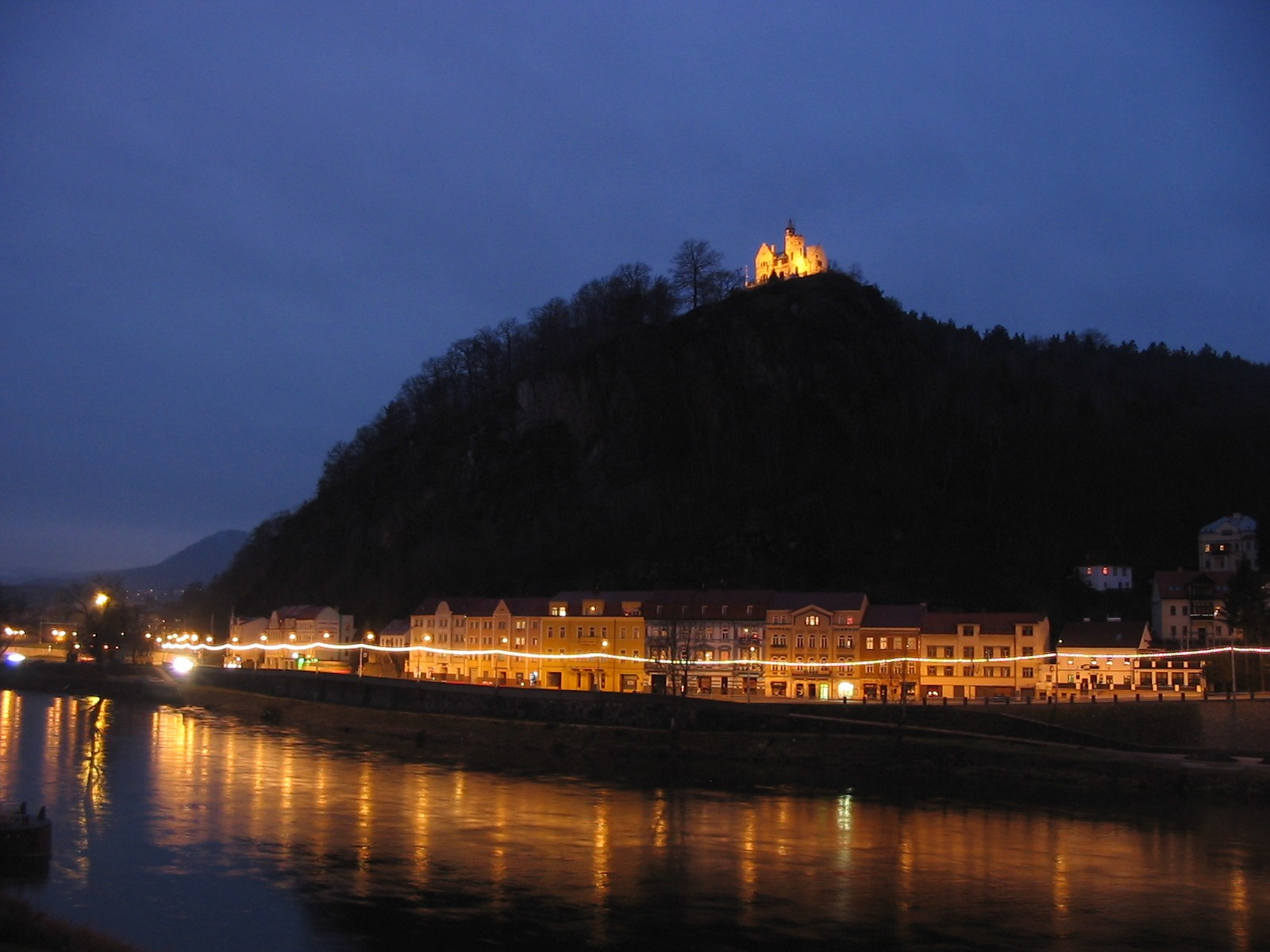
Děčín v noci – Pastýřská stěna
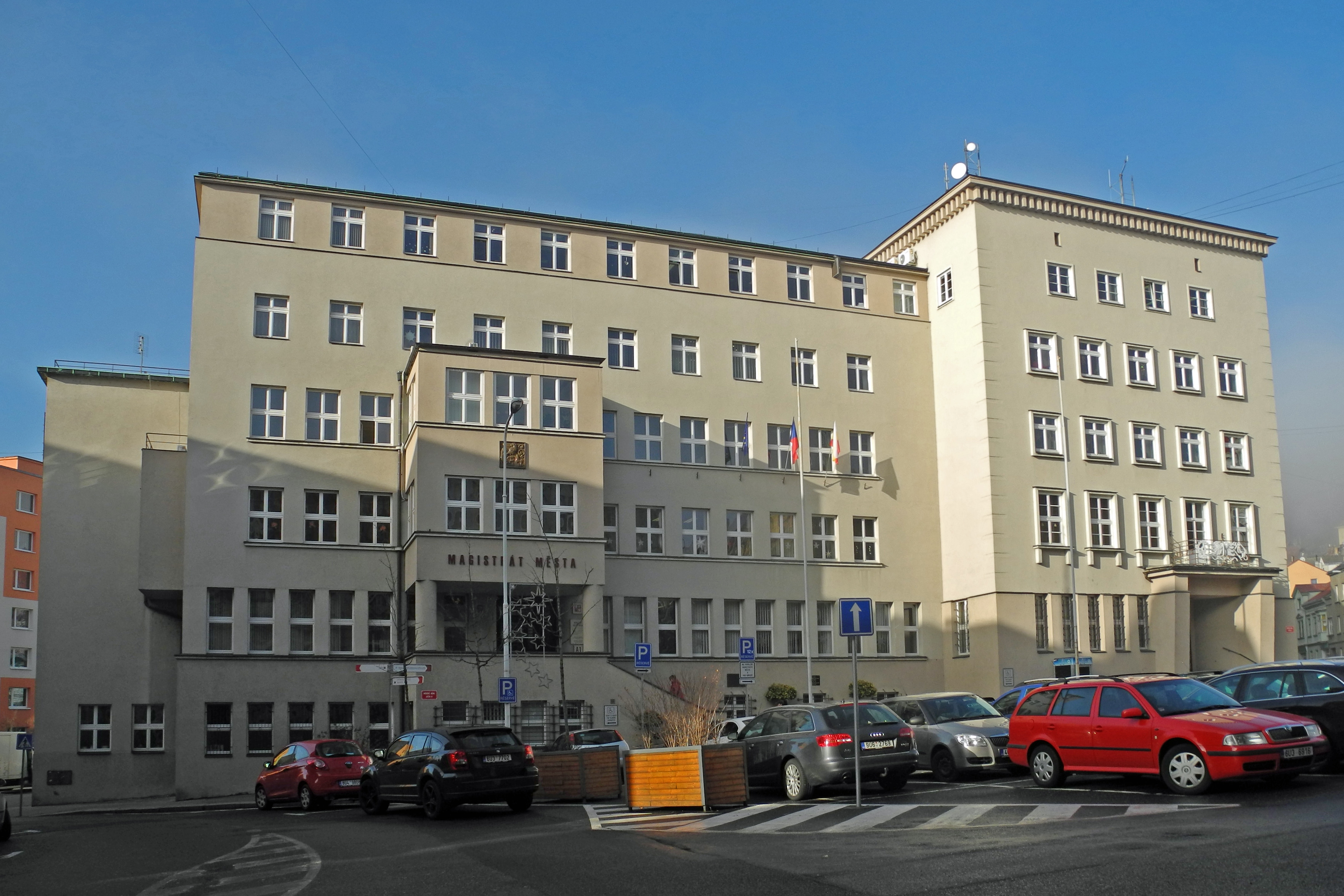
Budova magistrátu v Podmoklech
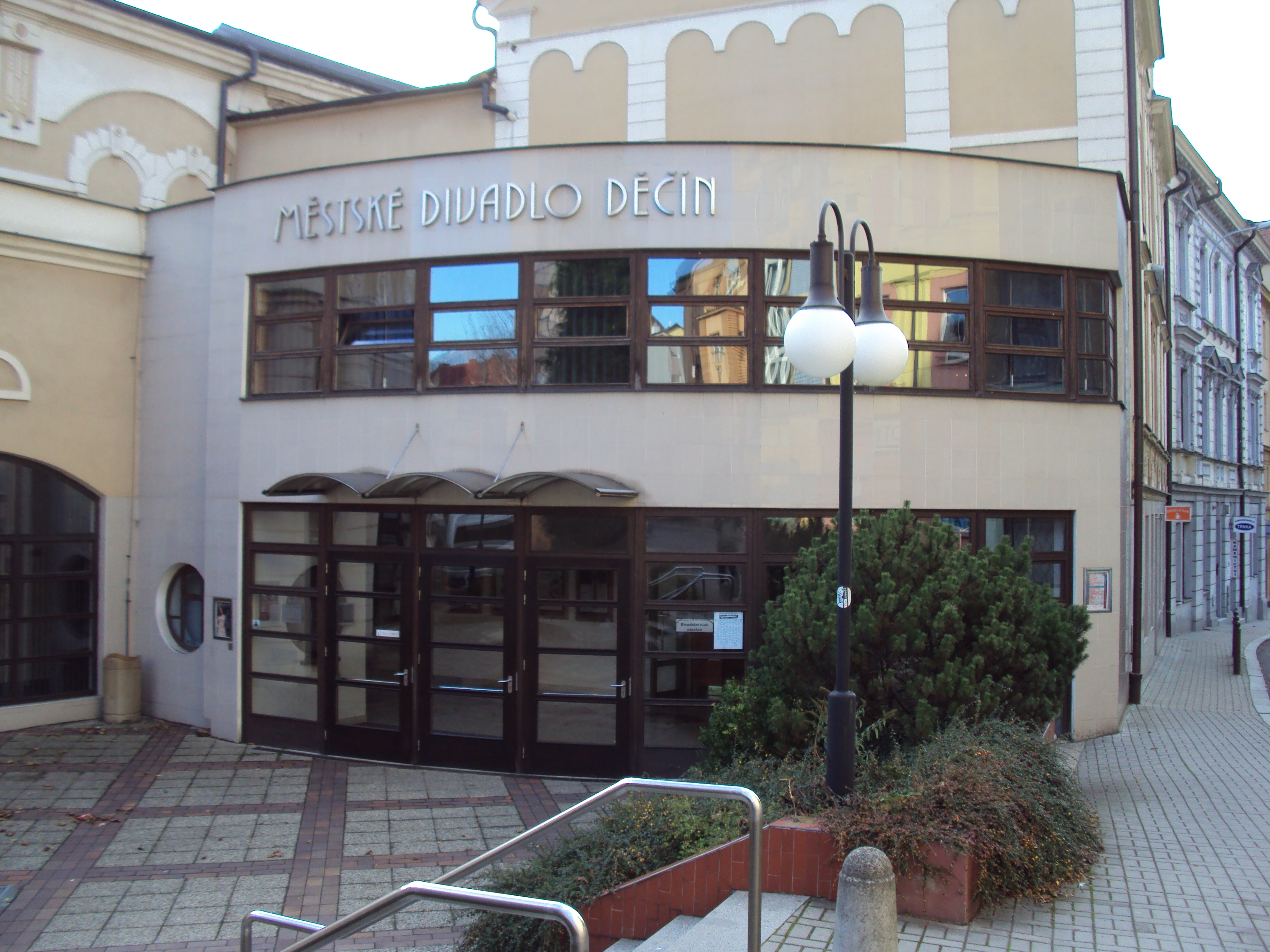
Městské divadlo v Podmoklech, Děčín IV, Teplická 587/75
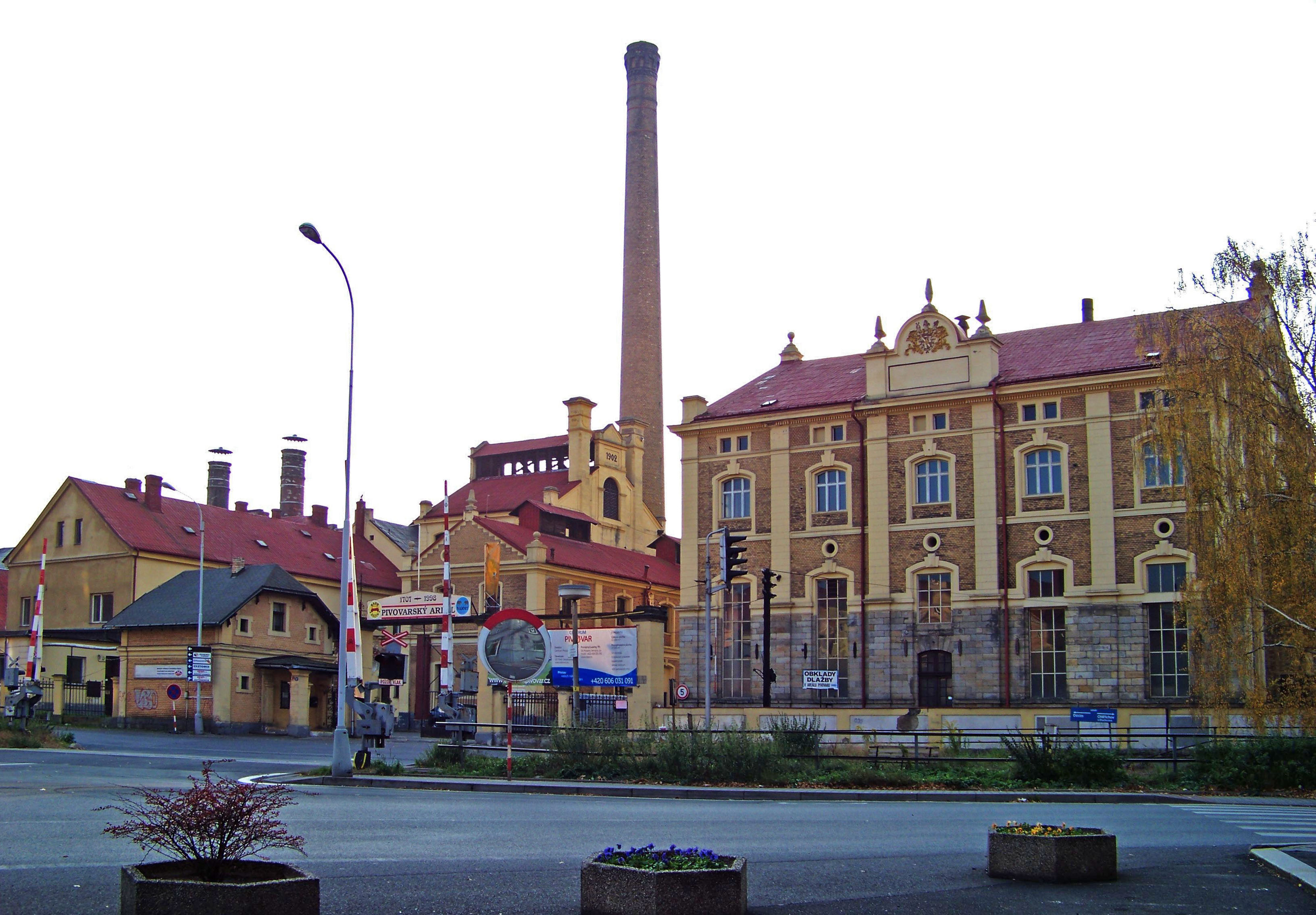
Areál děčínského pivovaru před přestavbou
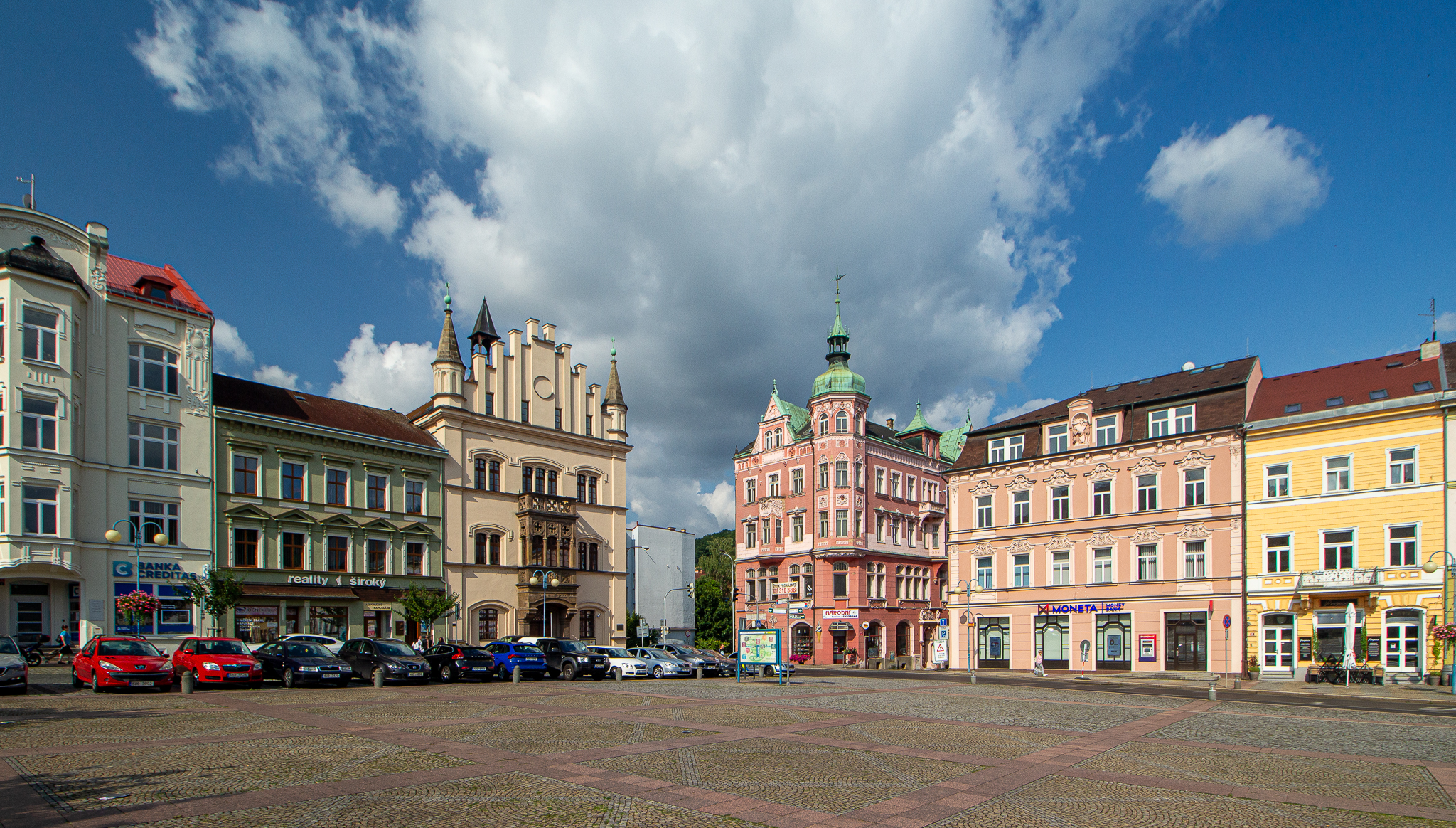
Masarykovo náměstí
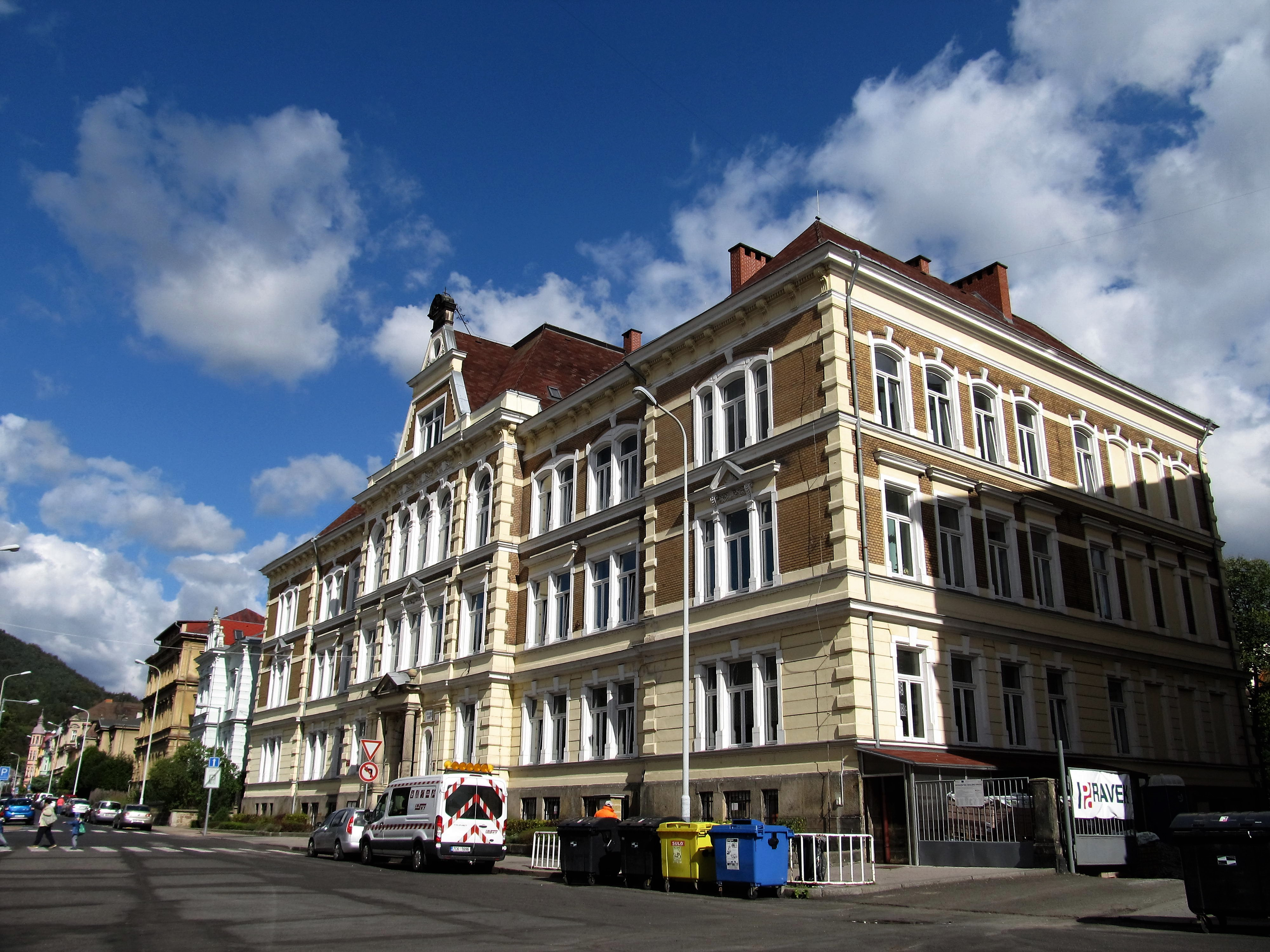
Základní škola na Komenského náměstí
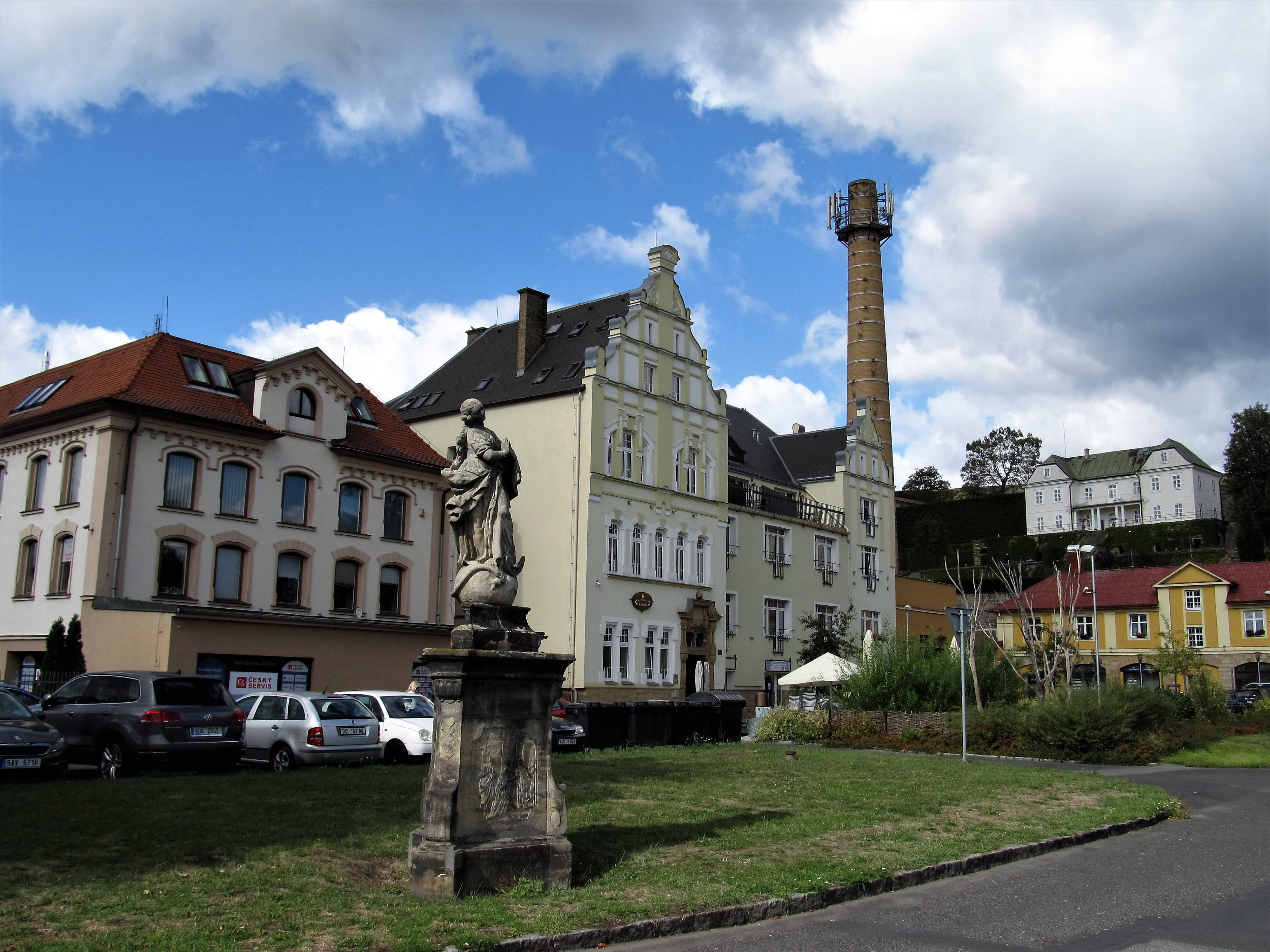
Pivovar
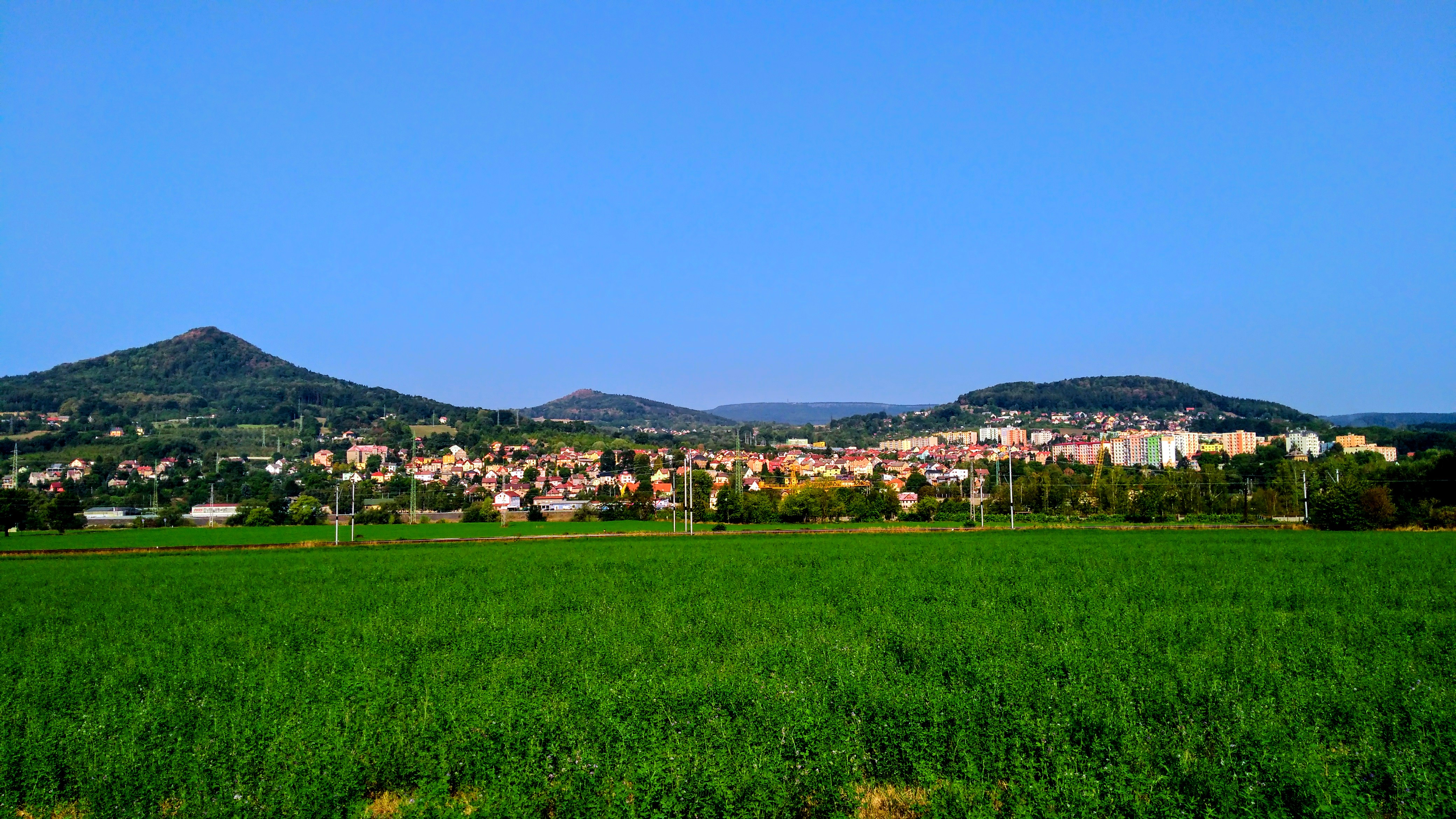
Pohled na jihozápadní část Děčína
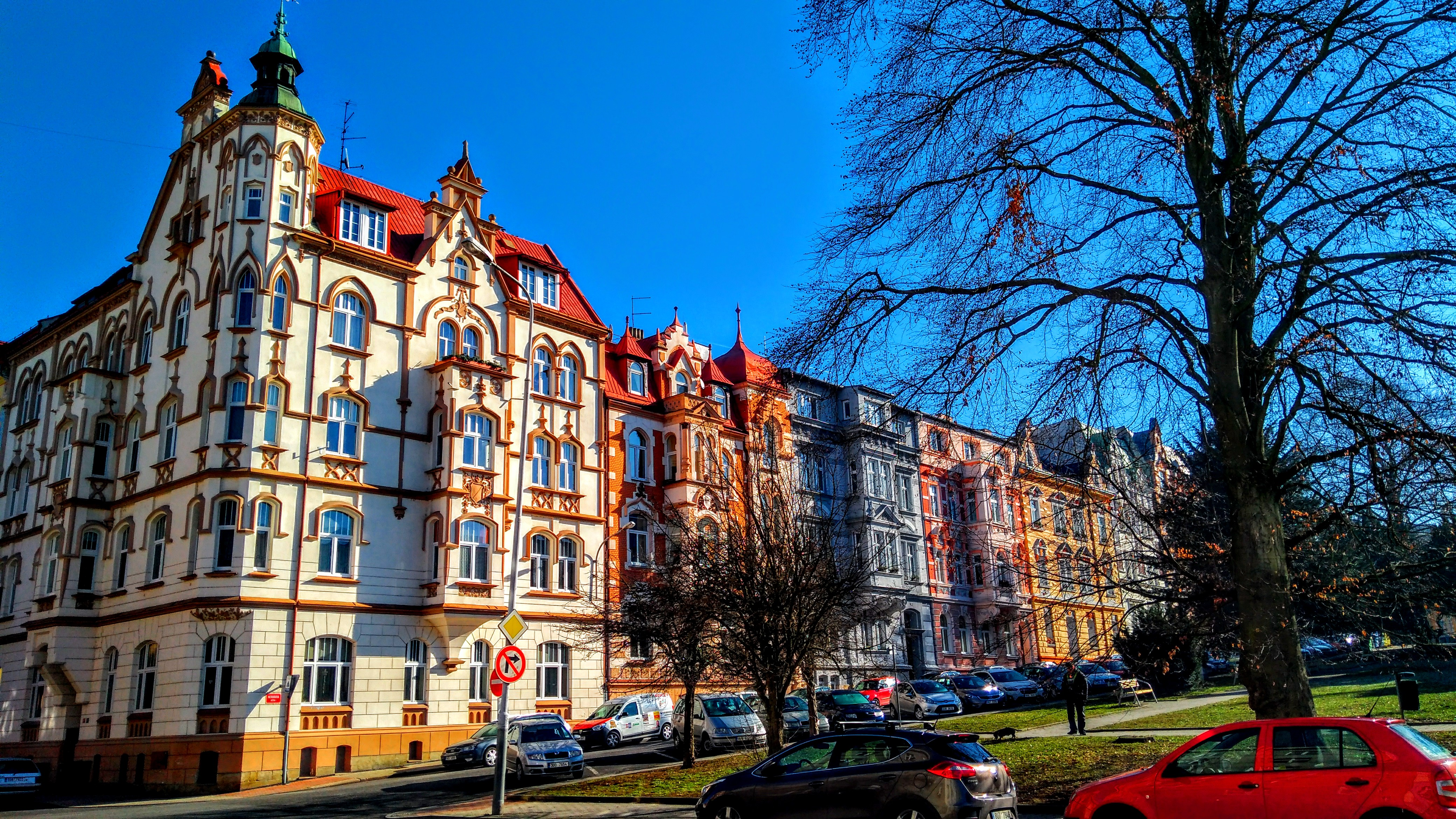
Roh ulic Nerudova a 28. října
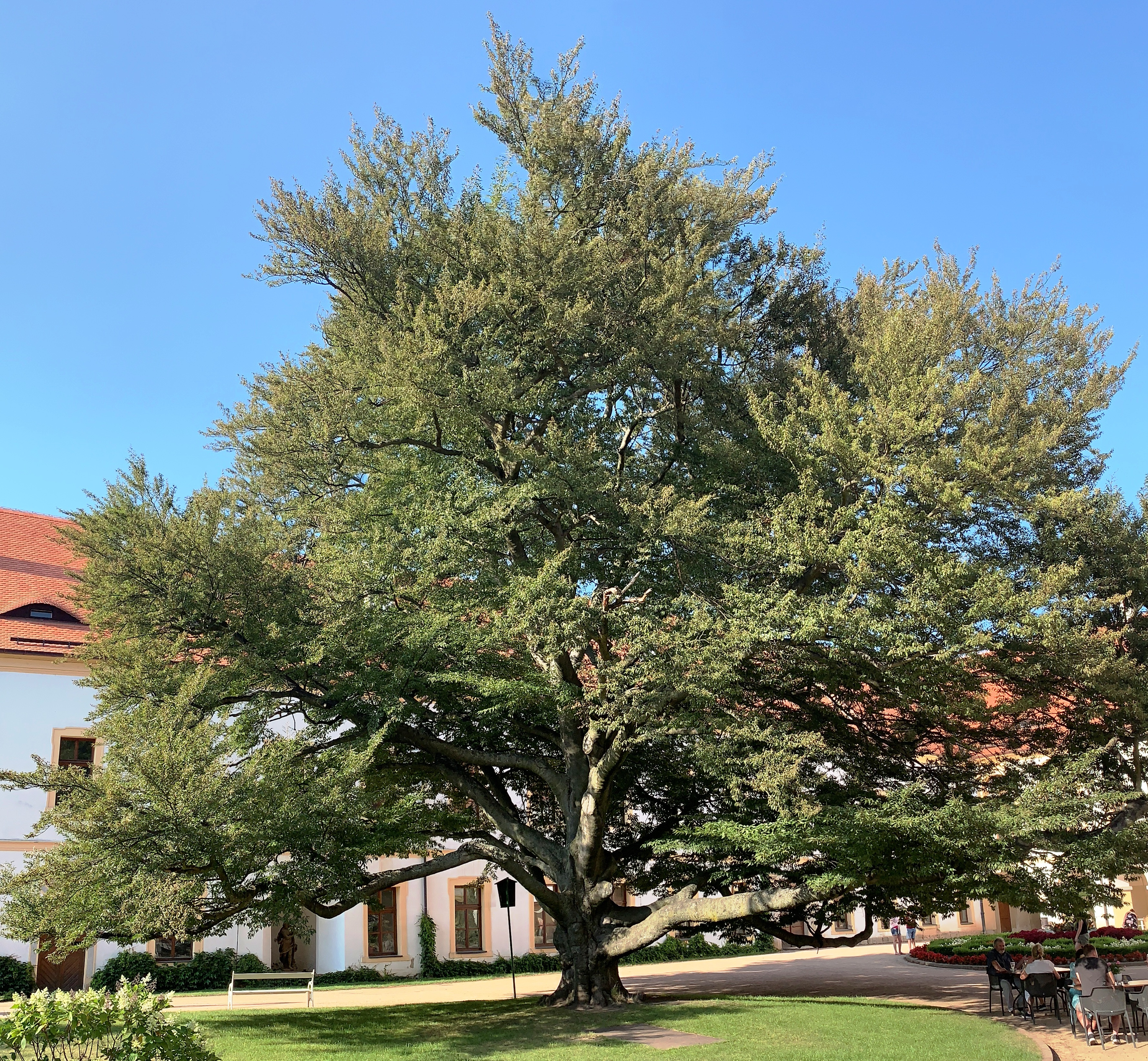
Buk lesní na nádvoří zámku památný strom
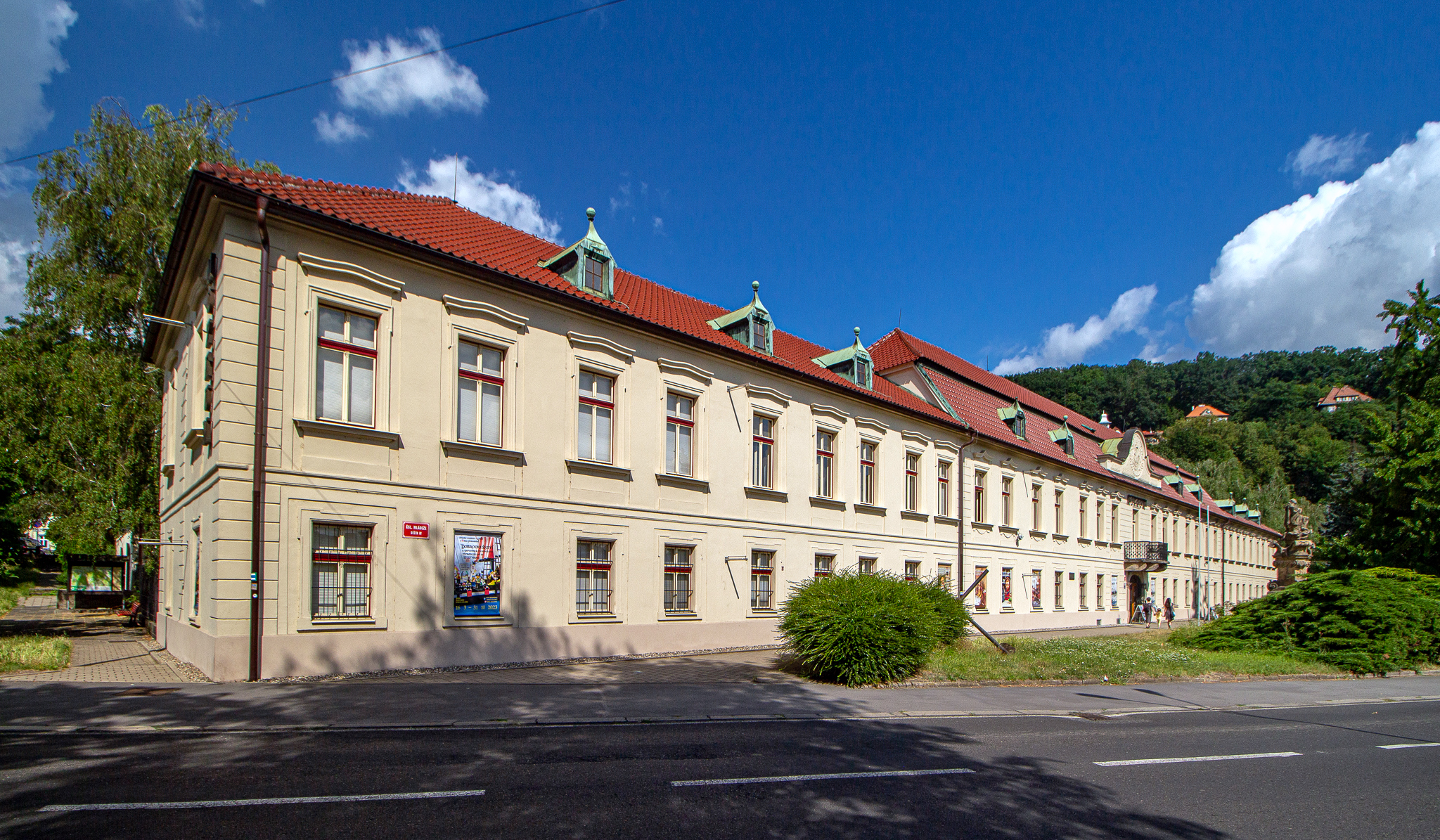
Thunovský[nedostupný zdroj] lovecký zámeček Podmokly
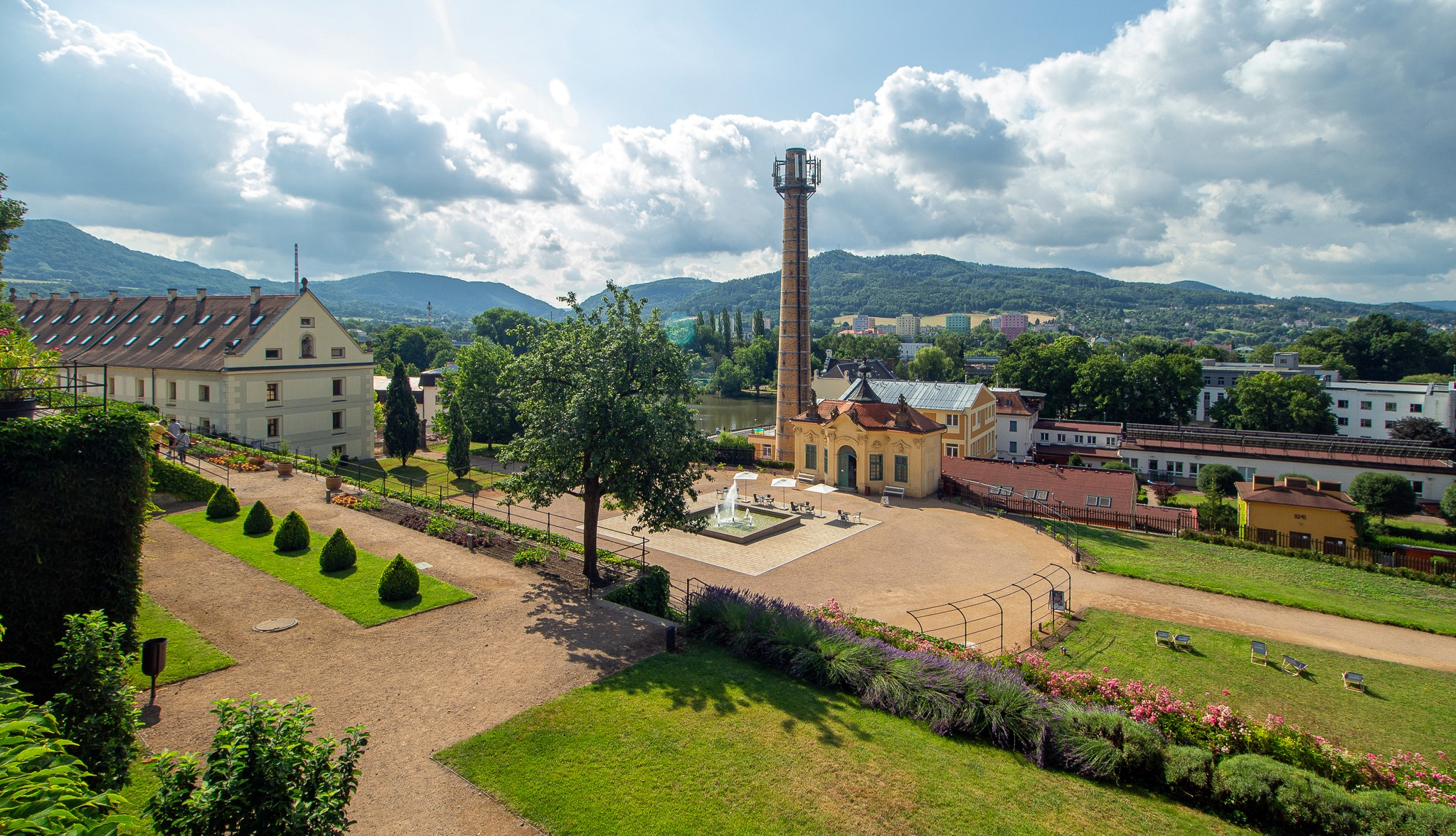
Zámecké[nedostupný zdroj] zahrady a čajový pavilon
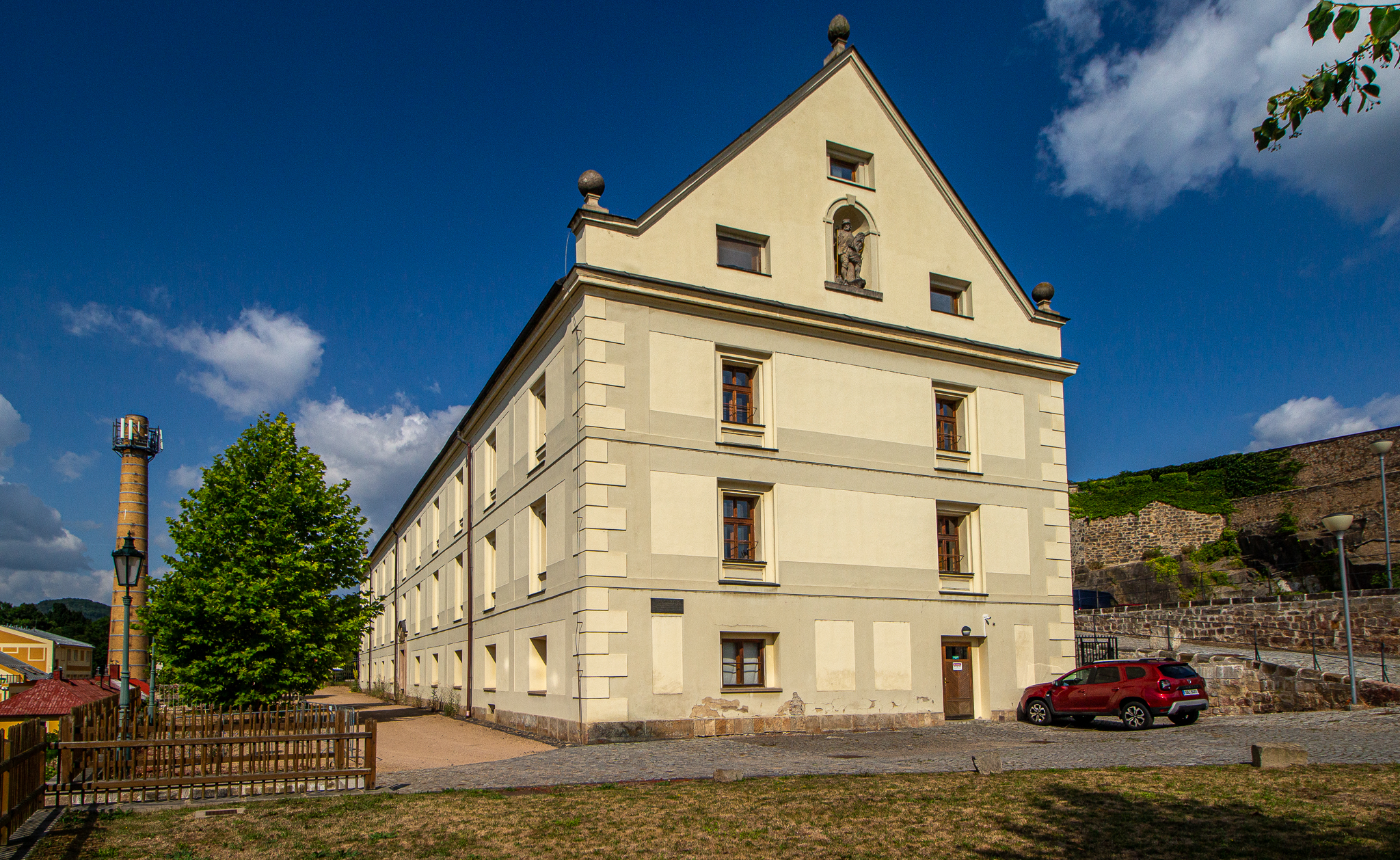
Zámecká[nedostupný zdroj] sýpka
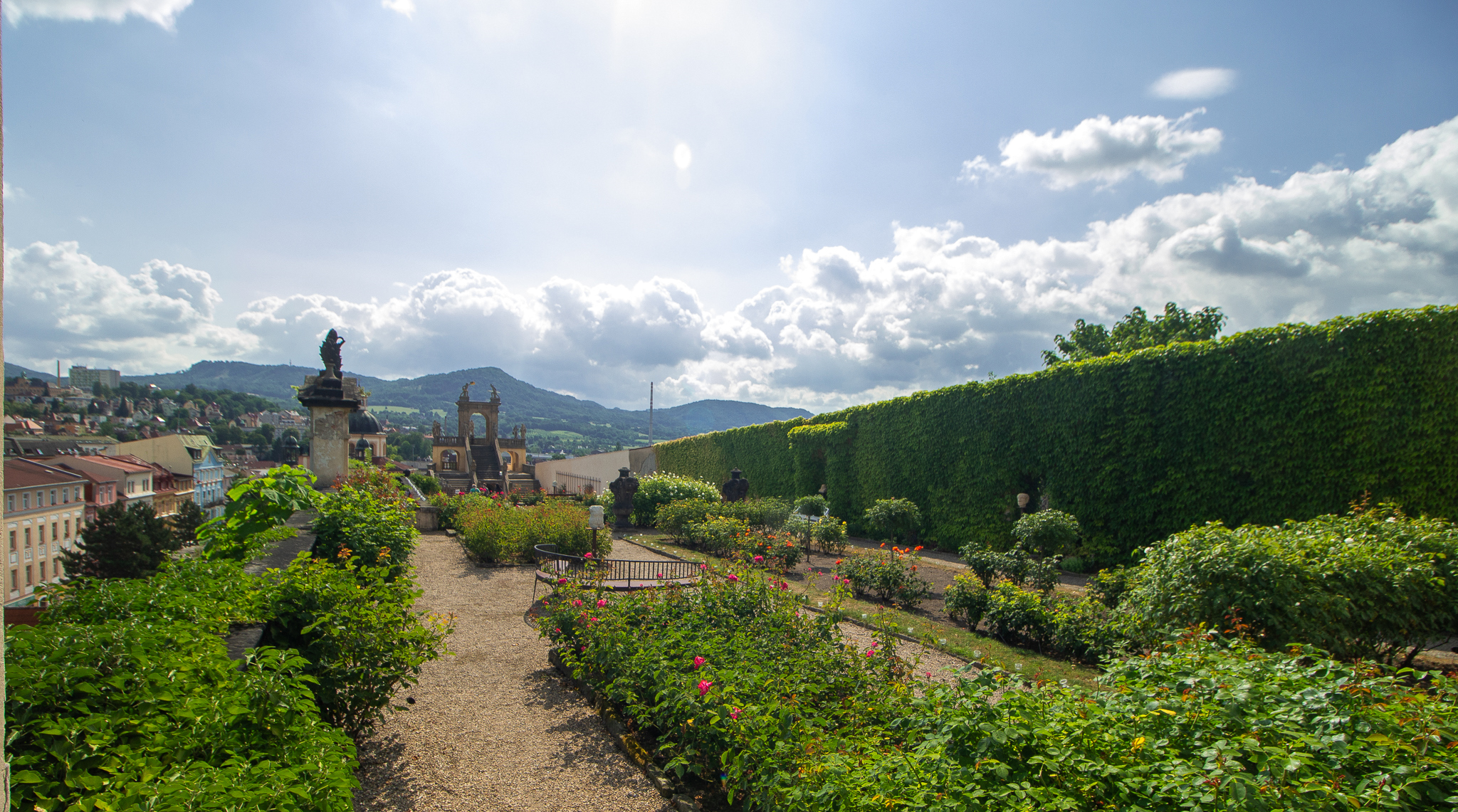
Růžová zahrada u zámku